# Lista deputowanych do Reichstagu III Rzeszy (IV kadencja)

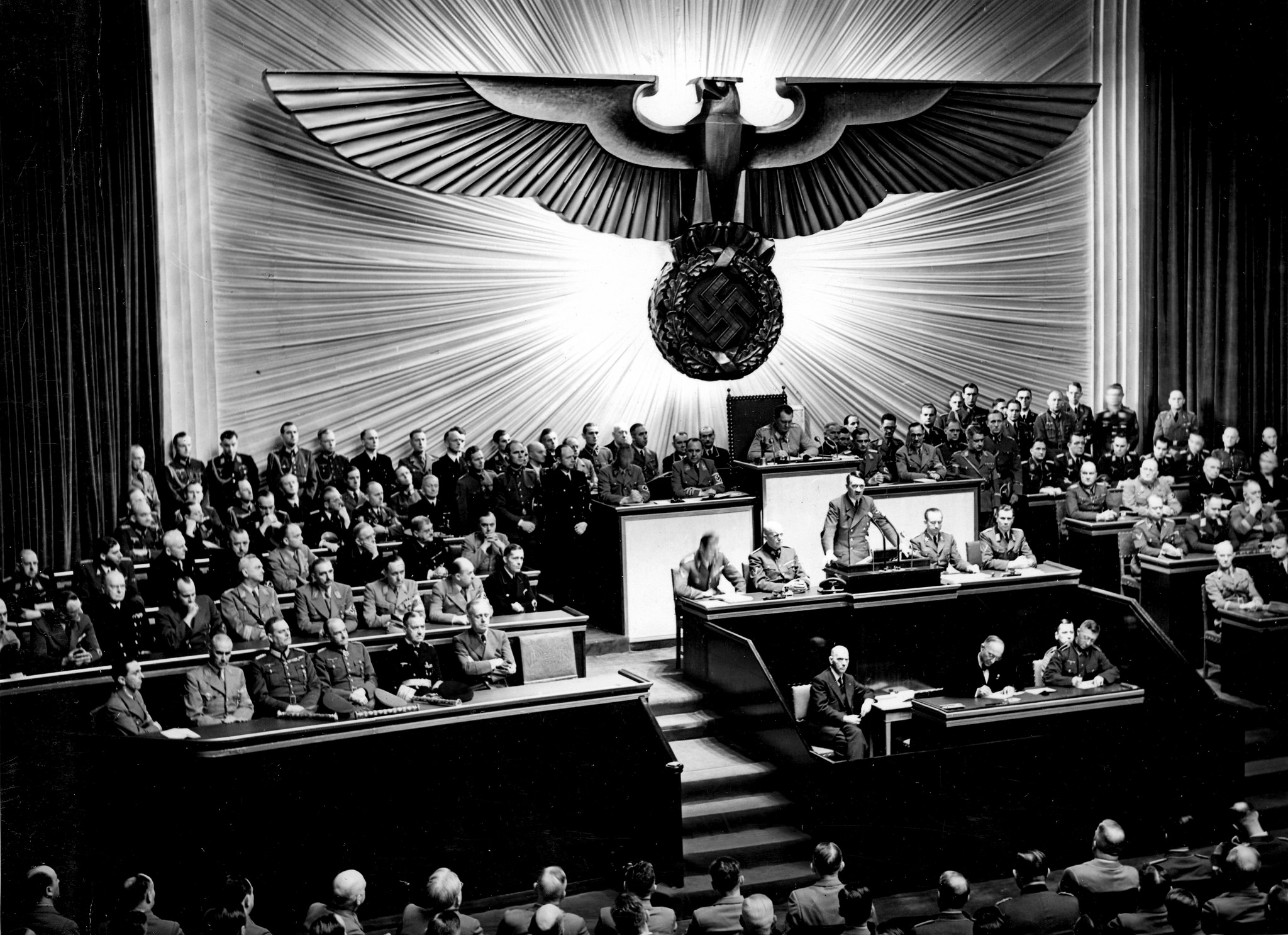
Hitler w trakcie przemówienia w Krolloper, która pełniła funkcję Reichstagu, 11 grudnia 1941 (prawdziwy Reichstag spłonął w 1933)

Na mocy ustawy z dnia 14 lipca 1933 r. o zakazie tworzenia partii politycznych partia nazistowska (niem. NSDAP) została uznana za jedyną legalną partię polityczną w Niemczech. W związku z tym w wyborach do Reichstagu w 1938 r., Podobnie jak w dwóch poprzednich wyborach w III Rzeszy (w 1933 i 1938 r.) dopuszczono tylko jedną listę, na którą można było głosować „TAK” lub „NIE”, złożoną z członków NSDAP oraz niewielkiej liczby bezpartyjnych znanych osób, wspierających reżim kanclerza Rzeszy Adolfa Hitlera.
Według oficjalnych wyników oddano prawie 49 milionów głosów (przy frekwencji 99,6%), z czego 99,1% na listę NSDAP. Reichstag liczył 814 członków, a po włączeniu delegatów z czeskich Sudetów i innych terenów zaanektowanych ich liczba wzrosła do 876. W latach 1938–1942 Reichstag zebrał się na tylko na 8 zgromadzeniach plenarnych. Ostatnie posiedzenie odbyło się 26 kwietnia 1942 r.

## Prezydium
- prezydent Reichstagu: Hermann Göring
- I zastępca: Hanns Kerrl
- II zastępca: Hermann Esser
- III zastępca: dr Emil Georg von Stauß

Prezydium zostało wybrane na pierwszym posiedzeniu 30 stycznia en bloc.

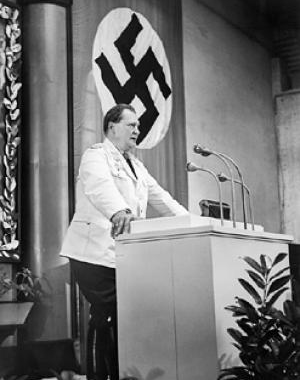
Hermann Göring
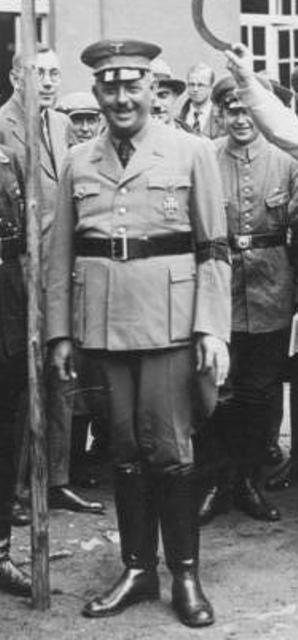
Hanns Kerrl (1933)
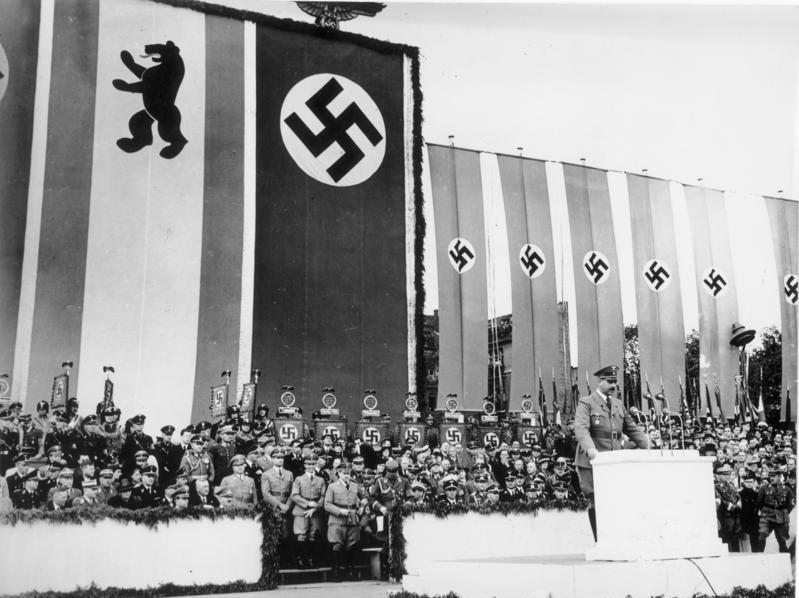
Hermann Esser przemawia (1938)
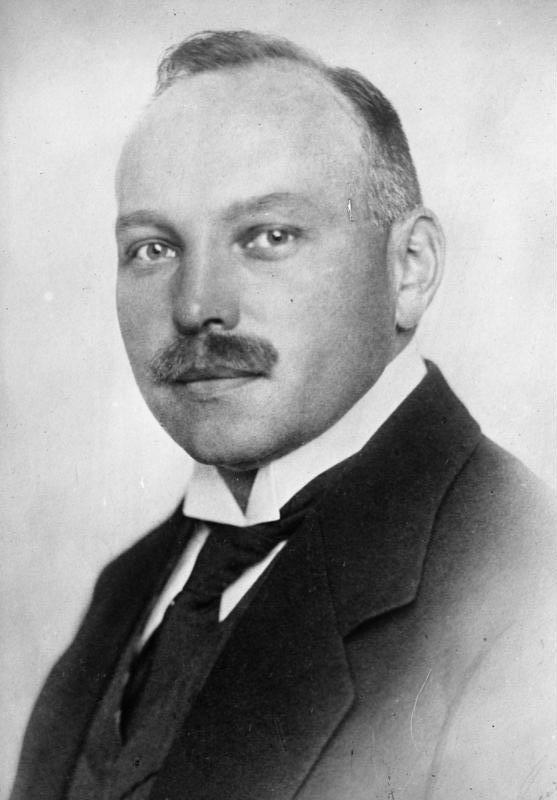
Emil Georg von Stauß (1929)

## Członkowie
A B C D E F G H I J K L M N O P Q R S T U V W X Y Z

### A

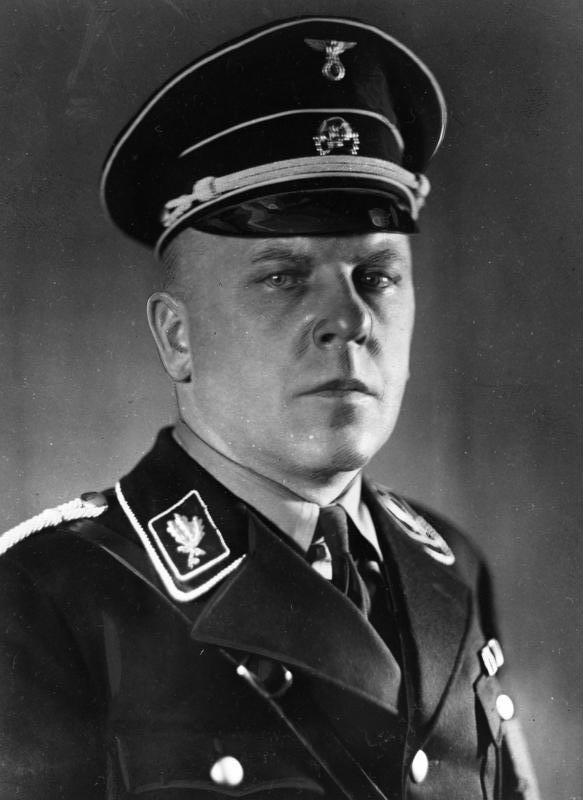
Max Amann

- Josef Ackermann (1905–1997), okręg wyborczy 21 (Koblencja-Trewir),
- Georg Ahlemann (1870–1962), okręg wyborczy 34 (Hamburg)
- Karl Ahorner (1889–1949), Austria
- Erich Akt (* 1898), okręg wyborczy 3 (Berlin Wschodni)
- Herbert Albrecht (1900–1945), okręg wyborczy 28 (Drezno-Budziszyn)
- Walter Aldinger (1904–1945), okręg wyborczy 20 (Kolonia-Akwizgran)
- Eduard Altenburg (1894–1943), okręg wyborczy 30 (Chemnitz-Zwickau),
- Werner Altendorf (1906–1945), okręg wyborczy 35 (Meklemburgia),
- Georg Altner (1901–1945), okręg wyborczy 31 (Wirtembergia),
- Ludolf von Alvensleben (1901–1970), okręg wyborczy 31 (Wirtembergia)
- Max Amann (1891–1957), okręg wyborczy 24 (Górna Bawaria–Szwabia)
- Fritz Reich (1895–1945), Kraj Sudetów,
- Otto Andres (1902–1975), Gdańsk-Prusy Zachodnie,
- Johann Appler (1892–1978), okręg wyborczy 26 (Frankonia)
- Günther Arndt (1894–1975), okręg wyborczy 7 (Wrocław)
- Alfred Arnold (1888–1960), okręg wyborczy 31 (Wirtembergia)
- Arthur Axmann (1913–1996), okręg wyborczy 1 (Prusy Wschodnie),
- Georg Ay (1900–1997), okręg wyborczy 10 (Magdeburg)

### B

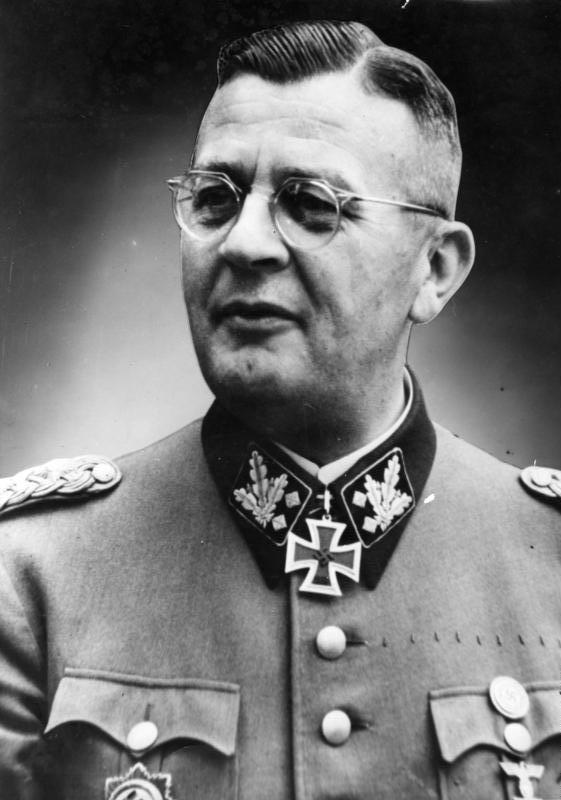
Erich von dem Bach-Zelewski

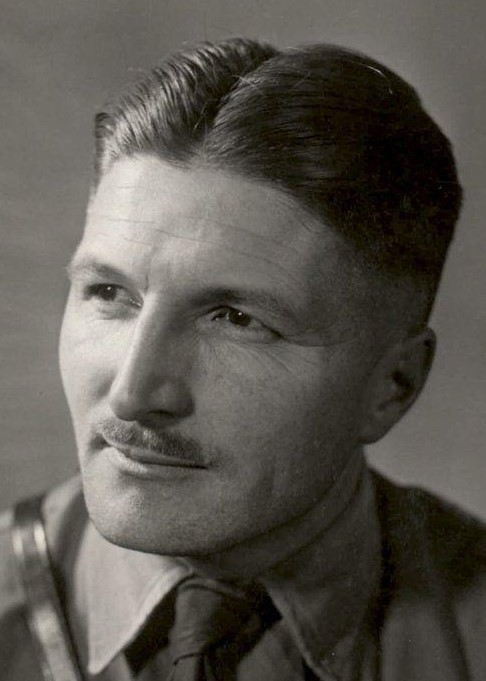
Joseph Berchtold

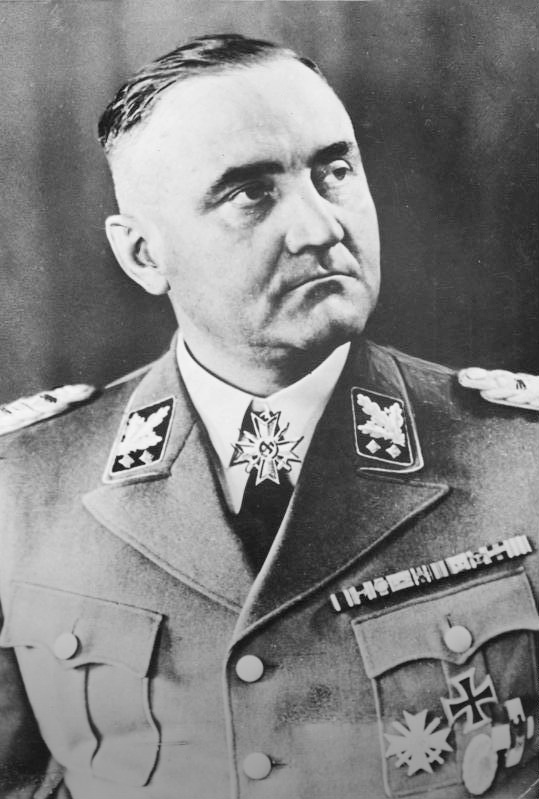
Gottlob Berger

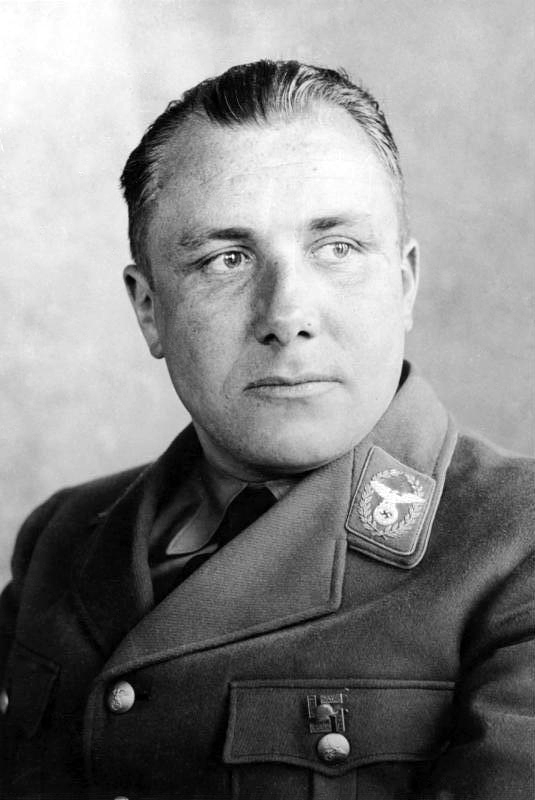
Martin Bormann

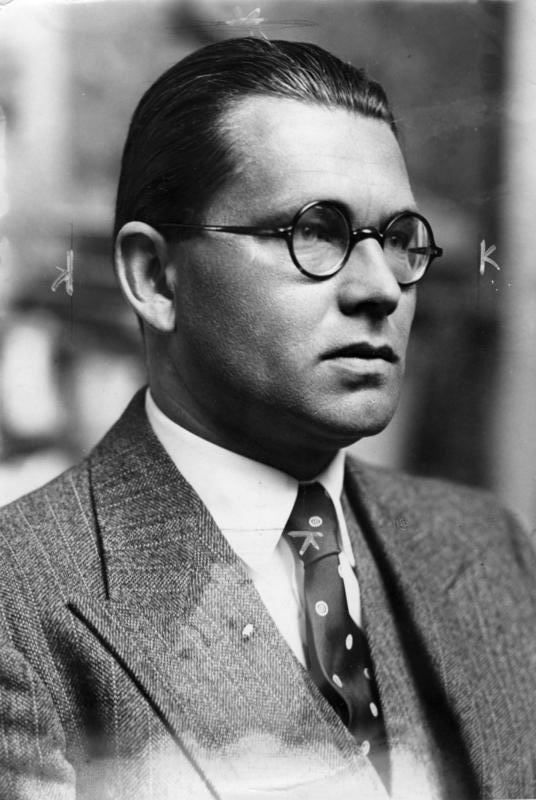
Philipp Bouhler

- Heinrich Bachmann (1903–1945), okręg wyborczy 11 (Merseburg)
- Erich von dem Bach-Zelewski (1899–1972), okręg wyborczy 7 (Wrocław)
- Heinrich Bär (* 1905), okręg wyborczy 28 (Drezno-Budziszyn)
- Philipp Baetzner, okręg wyborczy 31 (Wirtembergia)
- Victor Band (1897–1973), Austria
- Paul Bang (1879–1945),
- Emil Bannemann (1902–1957), okręg wyborczy 13 (Schleswig-Holstein),
- Carl von Bardolff (1865–1953), Austria
- Kurt von Barisiani (1895–1970), Austria
- Franz Barth (1886–1951), okręg wyborczy 12 (Turyngia)
- Herbert Barthel, okręg wyborczy 17 (Westfalia Północna)
- Josef Barwig (1909–1942),
- Viktor Bauer (1885–1977), okręg wyborczy 18 (Westfalia Południowa),
- Franz Bauer (Dortmund) (* 1894), okręg wyborczy 18 (Westfalia Południowa)
- Robert Bauer (Drezno) (1898–1965), okręg wyborczy 30 (Chemnitz-Zwickau)
- Josef Bauer (Monachium) (1881–1958), okręg wyborczy 24 (Górna Bawaria–Szwabia)
- Hans Baumann (1875–1951)
- Helmut Baumert, okręg wyborczy 31 (Wirtembergia)
- Willy Becker (Frankfurt), okręg wyborczy 19 (Hesja-Nassau)
- Hellmuth Becker (Hamburg), okręg wyborczy 34 (Hamburg)
- Adolf Beckerle (1902–1976), okręg wyborczy 19 (Hesja-Nassau)
- Hans Beeck, okręg wyborczy 13 (Schleswig-Holstein)
- Hermann Johann Heinrich Behrends (1907–1947), Austria,
- Erich Behrendt (1904–1941), okręg wyborczy 1 (Prusy Wschodnie),
- Peter Bell (1889–1939), okręg wyborczy 25 (Dolna Bawaria),
- Heinrich Bennecke, okręg wyborczy 6 (Pomorze)
- Joseph Berchtold (1897–1962), okręg wyborczy 32 (Badenia)
- Gottfried Bergener, patrz Gottfried Krczal
- Gottlob Berger (1896–1975), okręg wyborczy 22 (Düsseldorf Ost),
- Theodor Berkelmann (1894–1943), okręg wyborczy 28 (Drezno-Budziszyn),
- Peter Berns (1907–1941), okręg wyborczy 22 (Düsseldorf Ost),
- Gustav Bertram (1883–1963), okręg wyborczy 18 (Westfalia Południowa),
- Wilhelm Bertuleit (1900–1941),
- Hermann Bethke (1900–1940), okręg wyborczy 1 (Prusy Wschodnie),
- Wilhelm Beyer (1885–1945), okręg wyborczy 23 (Düsseldorf West),
- Georg Biederer, okręg wyborczy 24 (Górna Bawaria–Szwabia)
- Bruno Biedermann (1904–1953), okręg wyborczy 12 (Turyngia),
- Franz Bielefeld (1907–1989), okręg wyborczy 18 (Westfalia Południowa),
- Paul Binus, okręg wyborczy 9 (Opole)
- Franz Binz (1896–1965), okręg wyborczy 20 (Kolonia-Akwizgran)
- Hubert Birke (1892–1950),
- Gottfried Graf von Bismarck-Schönhausen (1901–1949), okręg wyborczy 6 (Pomorze),
- Wilhelm Bisse, okręg wyborczy 31 (Wirtembergia)
- Hanns Blaschke (1896–1971), Austria
- Willi Bloedorn (1887–1946), okręg wyborczy 6 (Pomorze)
- Kurt Blome (1897–1969), okręg wyborczy 3 (Berlin Wschodni),
- Johannes Bochmann (* 1899), okręg wyborczy 30 (Chemnitz-Zwickau),
- Franz Bock, okręg wyborczy 22 (Düsseldorf Ost)
- Arthur Böckenhauer, okręg wyborczy 16 (Südhannover–Brunszwik (Land))
- Willi Boeckmann (1910–1943), okręg wyborczy 1 (Prusy Wschodnie),
- Helmut Böhme (1902–??), okręg wyborczy 28 (Drezno-Budziszyn)
- Wilhelm Börger (1896–1962), okręg wyborczy 22 (Düsseldorf Ost)
- Erich Börger (Düsseldorf) (1899–1975), okręg wyborczy 22 (Düsseldorf Ost),
- Peter Börnsen, okręg wyborczy 13 (Schleswig-Holstein)
- Wilhelm Bösing, okręg wyborczy 27 (Rheinpfalz–Saarland)
- Erich Boetel (1904–1940), okręg wyborczy 1 (Prusy Wschodnie),
- Ernst Wilhelm Bohle (1903–1960), okręg wyborczy 31 (Wirtembergia)
- Heinrich Bohnens, okręg wyborczy 14 (Weser-Ems)
- Andreas Bolek (1894–1945), okręg wyborczy 33 (Hesja)
- Karl Bombach, okręg wyborczy 2 (Berlin Zachodni)
- Walter Borlinghaus (1906–1945), WK 18 (Westfalia Południowa),
- Albert Bormann (Berlin) (1902–1989), okręg wyborczy 2 (Berlin Zachodni)
- Martin Bormann (Monachium) (1900–1945), okręg wyborczy 5 (Frankfurt nad Odrą),
- Otto Born, okręg wyborczy 2 (Berlin Zachodni)
- Felix Bornemann (1894–1990), Kraj Sudetów,
- Friedrich Boschmann, okręg wyborczy 34 (Hamburg)
- Philipp Bouhler (1899–1945), okręg wyborczy 18 (Westfalia Południowa)
- Fritz Bracht (1899–1945) okręg wyborczy 7 (Wrocław)
- Willi Brandner (1909–1944), Kraj Sudetów,
- Otto Braß (1887–1945), okręg wyborczy 2 (Berlin Zachodni)
- Rudolf Braun, okręg wyborczy 19 (Hesja-Nassau)
- Edmund Brauner (* 1899), Austria, 19. März für Honisch
- Reinhard Bredow (1872–??), okręg wyborczy 5 (Frankfurt nad Odrą)
- Emil Breitenstein (1899–1971), okręg wyborczy 24 (Górna Bawaria–Szwabia),
- Karl Breitenthaler (1879–1950), Austria
- Helmut Breymann (1911–1944), Austria,
- Ralf Brockhausen (1898–1945), okręg wyborczy 2 (Berlin Zachodni),
- Hugo Bruckmann (1863–1941), okręg wyborczy 32 (Badenia),
- Wilhelm Brückner (Berlin) (1884–1954), okręg wyborczy 3 (Berlin Wschodni)
- Karl Brückner (Głogów) (1904–1945), okręg wyborczy 8 (Legnica),
- Paul Brusch, okręg wyborczy 15 (Hanower Wschodni)
- Karl Bubenzer (1900–1975), okręg wyborczy 23 (Düsseldorf West),
- Walter Buch (1883–1949), okręg wyborczy 29 (Lipsk)
- Franz Buchner (1898–1967), okręg wyborczy 24 (Górna Bawaria–Szwabia),
- Kurt Budäus (1908–1963), okręg wyborczy 35 (Meklemburgia),
- Richard Büchner (1897–1941), okręg wyborczy 19 (Hesja-Nassau),
- Josef Bürckel (1895–1944), okręg wyborczy 27 (Rheinpfalz–Saarland),
- Friedrich Bürger (1899–1972),
- Hanns Bunge, okręg wyborczy 24 (Górna Bawaria–Szwabia)
- Walter Burghardt (Drezno), okręg wyborczy 28 (Drezno-Budziszyn),
- Hans Burkhardt (Fulda) (* 1904), okręg wyborczy 19 (Hesja-Nassau)
- Wilhelm Busch, okręg wyborczy 12 (Turyngia)
- Wilhelm Buße (1878–1965),
- Rudolf Buttmann (1885–1947), okręg wyborczy 24 (Górna Bawaria–Szwabia)

### C

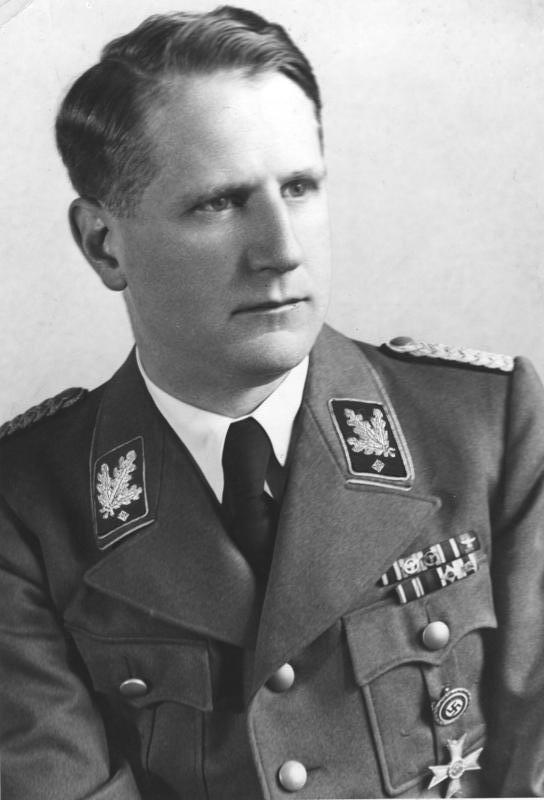
Leonardo Conti

- Karl Camphausen (1896–1962), okręg wyborczy 23 (Düsseldorf West)
- Otto Christandl (1909–1946), Austria
- Oluf Christensen (1904–1957), WK 5 (Frankfurt nad Odrą),
- Edmund Christoph (1901–1961), Austria
- Heinrich Claß (1868–1953),
- Robert Claussen (1909–1941), okręg wyborczy 21 (Koblencja-Trewir),
- Carl Eduard Herzog von Coburg (1884–1954),
- Leonardo Conti (1900–1945), Austria,
- Walther von Corswant (1886–1942), okręg wyborczy 6 (Pomorze),
- Carl Croneiß (1891–1973),
- Bruno Czarnowski (1902–??), okręg wyborczy 11 (Merseburg)

### D

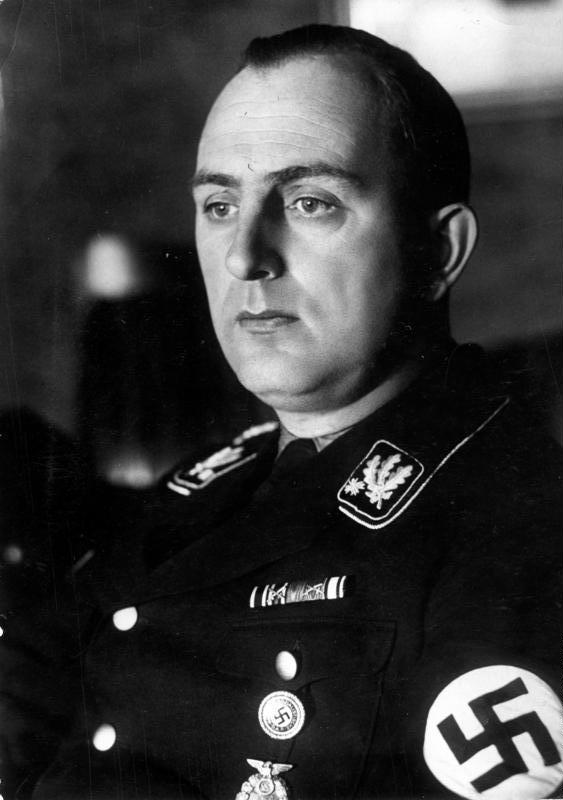
Kurt Daluege

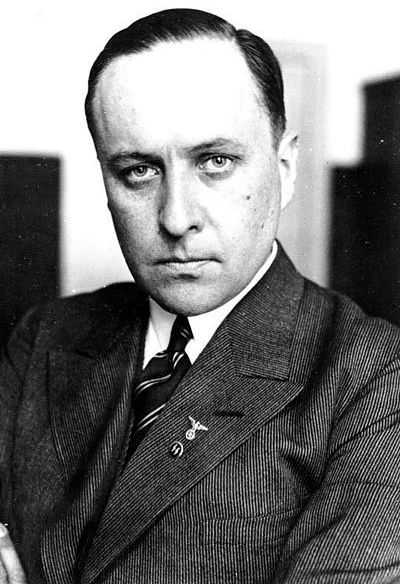
Richard Walter Darré

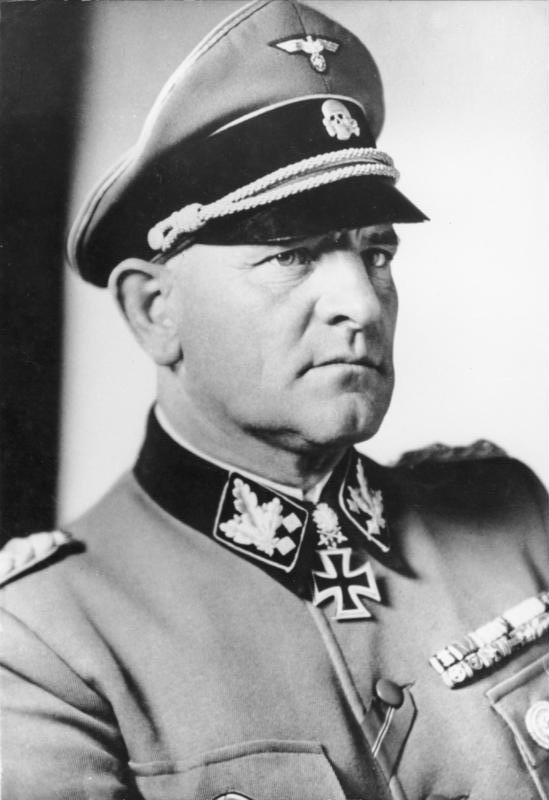
Josef Dietrich

- Otto Dahlem, okręg wyborczy 23 (Düsseldorf West)
- Paul Dahm (1904–1974), okręg wyborczy 22 (Düsseldorf Ost),
- Werner Daitz (1884–1945), okręg wyborczy 20 (Kolonia-Akwizgran),
- Kurt Daluege (1897–1946), okręg wyborczy 3 (Berlin Wschodni)
- Wilhelm Dame (1895–1966), okręg wyborczy 1 (Prusy Wschodnie),
- Leopold Damian (1895–1971), okręg wyborczy 32 (Badenia),
- Willy Damson (1894–1944), okręg wyborczy 18 (Westfalia Południowa),
- Paul Dargel (* 1903), okręg wyborczy 1 (Prusy Wschodnie)
- Richard Walther Darré (1895–1953), okręg wyborczy 28 (Drezno-Budziszyn)
- Hans Dauser, okręg wyborczy 24 (Górna Bawaria–Szwabia)
- Herbert David (1900–1987), Kraj Sudetów,
- Georg Dechant (1893–1978), okręg wyborczy 26 (Frankonia),
- dr Wilhelm Decker (1899–1945), okręg wyborczy 4 (Poczdam),
- Hans-Gerhard Dedeke (1904–1975), okręg wyborczy 18 (Westfalia Południowa)
- Johann Deininger, okręg wyborczy 24 (Górna Bawaria–Szwabia)
- Karl Dempel, okręg wyborczy 31 (Wirtembergia)
- Detlef Dern (1905–1941), okręg wyborczy 21 (Koblencja-Trewir),
- Bruno Dieckelmann, okręg wyborczy 14 (Weser-Ems)
- Hein Diehl, okręg wyborczy 18 (Westfalia Południowa)
- Christoph Diehm (1892–1960), okręg wyborczy 32 (Badenia)
- Hans Diesenreiter, Austria
- Erich Diestelkamp, okręg wyborczy 22 (Düsseldorf Ost)
- Rudolf Dietl (1892–1976), Kraj Sudetów,
- Otto Dietrich (Berlin) (1897–1952), okręg wyborczy 29 (Lipsk)
- Hans Dietrich (Franken) (1898–1945), okręg wyborczy 27 (Rheinpfalz–Saarland),
- Josef Dietrich (Monachium) (1892–1966), okręg wyborczy 5 (Frankfurt nad Odrą)
- Hans Dippel, okręg wyborczy 19 (Hesja-Nassau)
- Oskar Dobat (* 1914), okręg wyborczy 1 (Prusy Wschodnie),
- Carl Ludwig Doerr, okręg wyborczy 20 (Kolonia-Akwizgran)
- Richard Donnevert (1896–1970), Kraj Sudetów, 19 für Kraus (Hohenelbe)
- Hans Dotzler (* 1906), okręg wyborczy 26 (Frankonia),
- Richard Drauz (1894–1946), okręg wyborczy 31 (Wirtembergia)
- Paul Drechsel, okręg wyborczy 30 (Chemnitz-Zwickau)
- Wilhelm Dreher, okręg wyborczy 31 (Wirtembergia)
- Karl Dreier (Bückeburg), okręg wyborczy 17 (Westfalia Północna)
- Erich Drescher (* 1894), okręg wyborczy 14 (Weser-Ems)
- Wilhelm Dreßler (* 1893), Kraj Sudetów,
- Otto Dreyer (Birkenfeld), okręg wyborczy 21 (Koblencja-Trewir)
- Oskar Druschel (1904–1944), okręg wyborczy 22 (Düsseldorf Ost),
- Ernst Dürrfeld (1898–1945), okręg wyborczy 27 (Rheinpfalz–Saarland),
- Ernst Duschön (1904–1981), okręg wyborczy 1 (Prusy Wschodnie)

### E

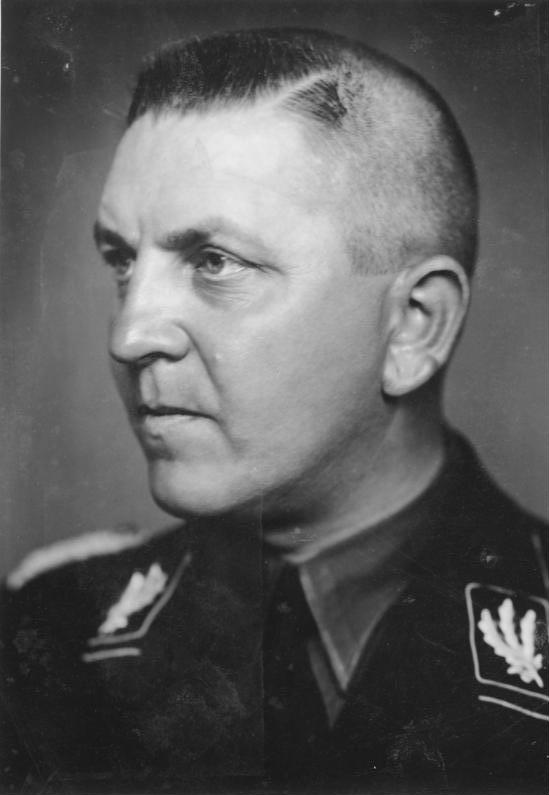
Theodor Eicke

- Karl von Eberstein (1894–1979), okręg wyborczy 24 (Górna Bawaria–Szwabia)
- Walter Ebner (* 1911), Austria,
- Alfred Eckart (1901–1940), okręg wyborczy 12 (Turyngia),
- Joachim Eggeling (1884–1945), okręg wyborczy 11 (Merseburg),
- dr Ludwig Eichholz (1903–1964), Kraj Sudetów,
- Theodor Eicke (1892–1943), okręg wyborczy 30 (Chemnitz-Zwickau),
- Nikolaus Eiden (1901–1956), okręg wyborczy 25 (Dolna Bawaria),
- August Eigruber (1907–1947), Austria
- Hans Eisenkolb, Austria
- Kuno von Eltz-Rübenach (1904–1945), okręg wyborczy 20 (Kolonia-Akwizgran),
- Johannes Engel, okręg wyborczy 2 (Berlin Zachodni)
- Otto Engelbrecht, okręg wyborczy 3 (Berlin Wschodni),
- Fritz Engler-Füßlin, okręg wyborczy 32 (Badenia)
- Emil Engler (Lauban), okręg wyborczy 8 (Legnica)
- Franz von Epp (1868–1946), okręg wyborczy 24 (Górna Bawaria–Szwabia)
- Otto Erbersdobler, okręg wyborczy 25 (Dolna Bawaria)
- Alfred Ernst, okręg wyborczy 3 (Berlin Wschodni)
- Johann Esel (* 1900), Austria,
- Hermann Esser (1900–1981), okręg wyborczy 24 (Górna Bawaria–Szwabia)
- Arthur Etterich, okręg wyborczy 21 (Koblencja-Trewir)
- Friedrich Everling,
- Lenhard Everwien (* 1897), okręg wyborczy 14 (Weser-Ems),

### F

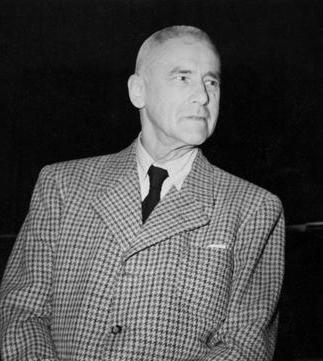
Wilhelm Frick

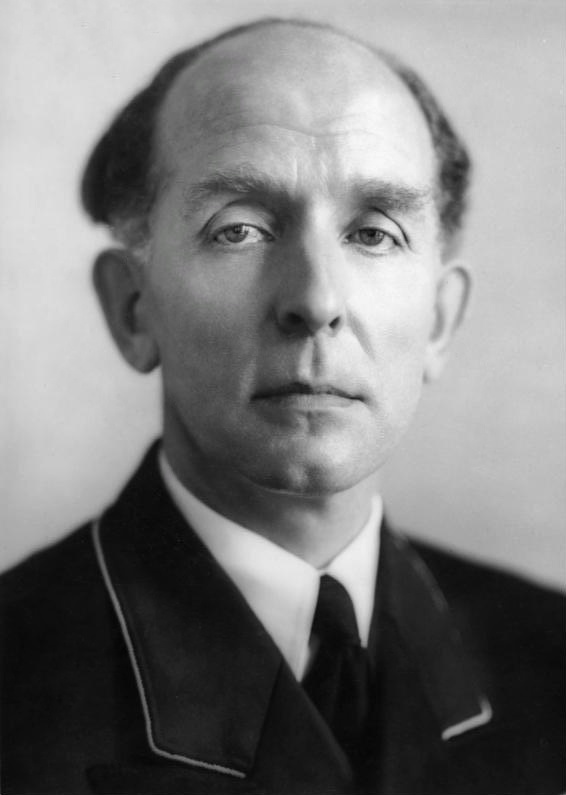
Roland Freisler

- Hans Fabricius (1891–1945), okręg wyborczy 2 (Berlin Zachodni),
- Reinhard Fäthe, okręg wyborczy 16 (Südhannover–Brunszwik (Land))
- Oskar Farny (1891–1983),,
- Paul Faßbach (1897–1945), okręg wyborczy 17 (Westfalia Północna),
- Rudolf Feick (1900–1945), okręg wyborczy 22 (Düsseldorf Ost)
- Peter Feistritzer (1901–1947), Austria,
- Karl Feitenhansl (1891–1951), Kraj Sudetów,
- Richard Fiedler (Halle), okręg wyborczy 11 (Merseburg)
- Karl Fiedler (Zerbst), okręg wyborczy 10 (Magdeburg)
- Karl Fiehler (1895–1969), okręg wyborczy 24 (Górna Bawaria–Szwabia)
- Max Fillusch, okręg wyborczy 9 (Opole)
- Heinrich Graf Fink von Finkenstein, okręg wyborczy 8 (Legnica)
- Hans Fischböck (1895–1967), Austria
- Curt Fischer (Berlin), okręg wyborczy 17 (Westfalia Północna)
- Arnold Fischer (Essen), okręg wyborczy 23 (Düsseldorf West)
- Ludwig Fischer (Hamburg) (1905–1947), okręg wyborczy 23 (Düsseldorf West)
- Hugo Fischer (Monachium), (1902–1979), okręg wyborczy 3 (Berlin Wschodni)
- Wilhelm Fischer (Olpe), okręg wyborczy 18 (Westfalia Południowa)
- Joseph Fitzthum (1896–1945), Austria,
- Friedrich Karl Florian (1894–1975), okręg wyborczy 22 (Düsseldorf Ost)
- Karl Folta (Brünn) (1893–1947),
- Hermann Foppa, Austria
- Rolf Fordon (* 1909), okręg wyborczy 2 (Berlin Zachodni),
- Albert Forster (1902–1952), okręg wyborczy 26 (Frankonia), ab 7 Gdańsk-Prusy Zachodnie
- Hans Frank (1900–1946), okręg wyborczy 8 (Legnica)
- Ludwig Frank (Marienbad) (1883–1945), Kraj Sudetów
- Karl Hermann Frank (Reichenberg) (1898–1946), Kraj Sudetów,
- Paul Franke (Liegnitz), okręg wyborczy 8 (Legnica)
- Christian Franke (Münster), okręg wyborczy 17 (Westfalia Północna)
- Alfred Frauenfeld (1898–1977), okręg wyborczy 22 (Düsseldorf Ost)
- Roland Freisler (1893–1945), okręg wyborczy 35 (Meklemburgia),
- Ernst Frenzel (1904–1978), okręg wyborczy 12 (Turyngia)
- Hans Georg Freund, okręg wyborczy 30 (Chemnitz-Zwickau)
- Kurt Frey (1902–1945), okręg wyborczy 24 (Górna Bawaria–Szwabia),
- Hans von Freyberg, okręg wyborczy 2 (Berlin Zachodni)
- Alfred Freyberg (Dessau) (1892–1945), okręg wyborczy 10 (Magdeburg),
- Axel von Freytagh-Loringhoven (1878–1942), okręg wyborczy 7 (Wrocław),
- Wilhelm Frick (1877–1946), okręg wyborczy 12 (Turyngia)
- Erich Friedrich (1901–1971), okręg wyborczy 13 (Schleswig-Holstein)
- Helmuth Friedrichs (1899–1951), okręg wyborczy 19 (Hesja-Nassau)
- Karl Fritsch (1901–1944), okręg wyborczy 30 (Chemnitz-Zwickau),
- Otto Frowein, okręg wyborczy 2 (Berlin Zachodni)
- Fritz Fuchs (Hessen) (1894–1977), okręg wyborczy 19 (Hesja-Nassau),
- Erich Fuchs (Prusy Wschodnie), (1894–1945), okręg wyborczy 1 (Prusy Wschodnie),
- Herbert Fust, okręg wyborczy 27 (Rheinpfalz–Saarland)

### G

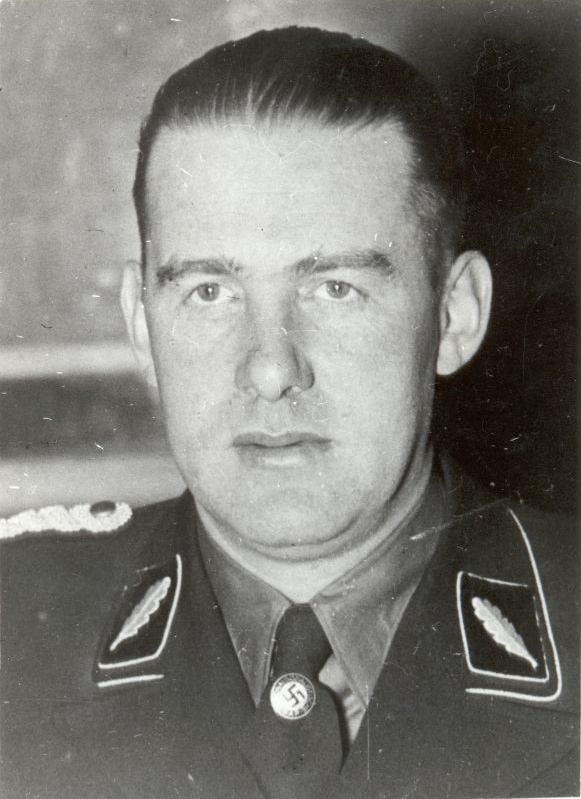
Otto Globocnik

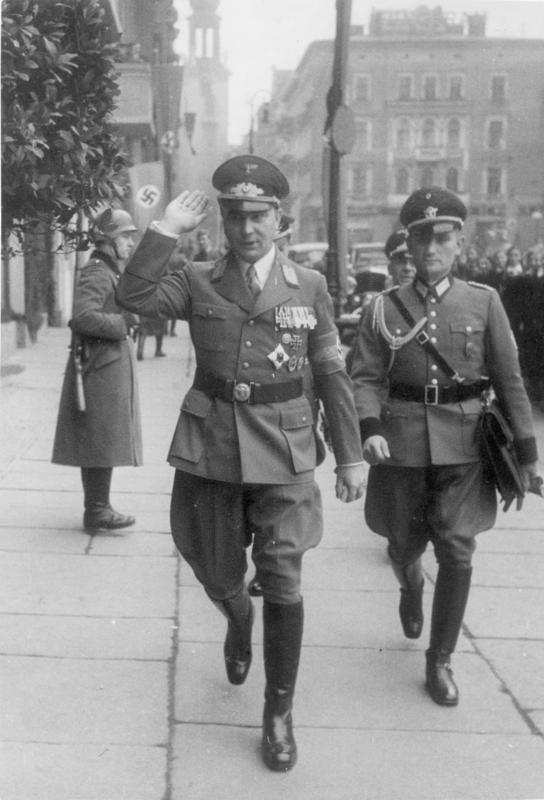
Arthur Greiser

- Franz Ganninger, okręg wyborczy 25 (Dolna Bawaria)
- Walter Gasthuber (1905–1966), Austria,
- Karl Paul Gebhardt (1905–1941), Austria,
- Richard Gehrig, okręg wyborczy 26 (Frankonia)
- Friedrich Geißelbrecht, okręg wyborczy 18 (Westfalia Południowa)
- Hermann Gerischer, okręg wyborczy 28 (Drezno-Budziszyn)
- Karl Gerland (1905–1945), okręg wyborczy 8 (Legnica),
- Michael Gerstner (1897–1977), okręg wyborczy 26 (Frankonia),
- Hans Gewecke, okręg wyborczy 13 (Schleswig-Holstein)
- Waldemar Geyer, okręg wyborczy 3 (Berlin Wschodni)
- Stephan Gierets (1895–1941), Eupen-Malmedy,
- Hermann Giesler (1898–1987), okręg wyborczy 2 (Berlin Zachodni),
- Paul Giesler (1895–1945), okręg wyborczy 14 (Weser-Ems)
- Adalbert Gimbel (1898–1973), okręg wyborczy 19 (Hesja-Nassau),
- Edmund Glaise-Horstenau (1882–1946), Austria
- Odilo Globocnik (1904–1945), Austria
- Walter Gloy, okręg wyborczy 34 (Hamburg)
- Joseph Goebbels (1897–1945), okręg wyborczy 2 (Berlin Zachodni),
- Heinrich Göckenjan, okręg wyborczy 17 (Westfalia Północna)
- Arthur Göpfert, okręg wyborczy 28 (Drezno-Budziszyn)
- Hermann Göring (1893–1946), okręg wyborczy 4 (Poczdam)
- Artur Görlitzer (1893–1945), okręg wyborczy 3 (Berlin Wschodni),
- Karl Götz (* 1888), okręg wyborczy 26 (Frankonia),
- Otto Gohdes (1896–1945), okręg wyborczy 6 (Pomorze),
- Rüdiger von der Goltz (1894–1976), okręg wyborczy 2 (Berlin Zachodni),
- Walter Gottschalk, okręg wyborczy 7 (Wrocław)
- Leo Gotzmann (1893–1945), Austria
- Georg Gradl (1884–1950), okręg wyborczy 26 (Frankonia),
- Günther Gräntz (1905–1945), okręg wyborczy 21 (Koblencja-Trewir),
- Ulrich Graf,
- Walter Granzow (1887–1952), okręg wyborczy 10 (Magdeburg),
- Hermann Grassl, okręg wyborczy 25 (Dolna Bawaria)
- August Greim, okręg wyborczy 26 (Frankonia)
- Arthur Greiser (1897–1946), Kraj Warty,
- Friedrich Grimm (Essen) (1888–1959), okręg wyborczy 23 (Düsseldorf West)
- Wilhelm Grimm (Monachium) (1889–1944), okręg wyborczy 26 (Frankonia),
- Jacques Groeneveld, okręg wyborczy 14 (Weser-Ems)
- Josef Grohé (1902–1988), okręg wyborczy 20 (Kolonia-Akwizgran)
- Hermann Groine (1897–1941), okręg wyborczy 29 (Lipsk),
- Wilhelm von Grolman, okręg wyborczy 7 (Wrocław)
- Walter Groß (Berlin) (1904–1945), okręg wyborczy 9 (Opole)
- Martin Groß (Weimar), okręg wyborczy 12 (Turyngia)
- Udo Grosse, okręg wyborczy 10 (Magdeburg)
- Ferdinand Großherr (1898–1945), okręg wyborczy 1 (Prusy Wschodnie),
- Willy Grothe, okręg wyborczy 30 (Chemnitz-Zwickau)
- Hans Grüneberg, okręg wyborczy 5 (Frankfurt nad Odrą)
- Kurt Günther, okręg wyborczy 12 (Turyngia)
- Rudolf Gugel (1908–1945), okręg wyborczy 26 (Frankonia),
- Karl Gutenberger (1905–1961)

### H

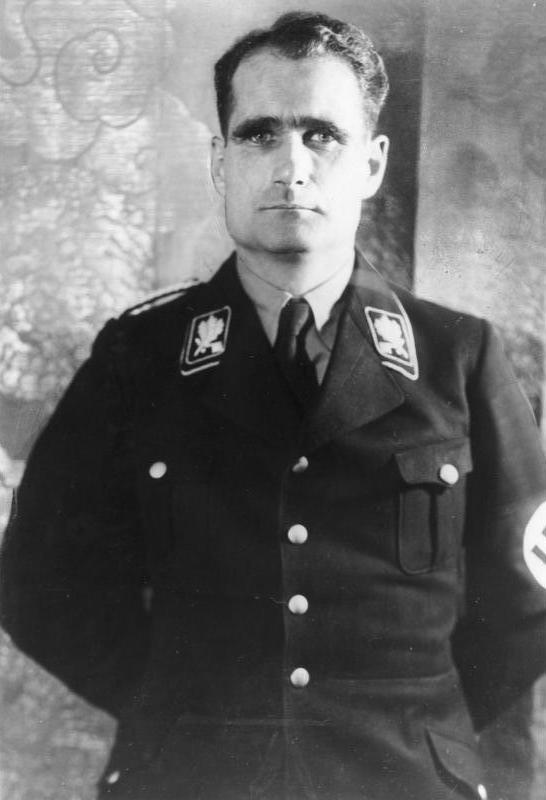
Rudolf Hess

- Heinrich Haake (1892–1945), okręg wyborczy 20 (Kolonia-Akwizgran)
- Curt Haase (* 1897), okręg wyborczy 28 (Drezno-Budziszyn)
- Wilhelm Habbes, okręg wyborczy 18 (Westfalia Południowa)
- Rudolf Habedank, okręg wyborczy 34 (Hamburg)
- Georg Haberkern (1889–1945), okręg wyborczy 26 (Frankonia),
- Theodor Habicht (1898–1944), okręg wyborczy 19 (Hesja-Nassau)
- Albert Hackelsberger, okręg wyborczy 32 (Badenia),
- Johann Häfker (* 1885), okręg wyborczy 34 (Hamburg), 5 für Meyer (Hamburg)
- Fritz Härtl, okręg wyborczy 10 (Magdeburg)
- Hans Hagemeyer (1899-1993), okręg wyborczy 22 (Düsseldorf Ost),
- Erich Hagenmeyer (1892–1963), okręg wyborczy 31 (Wirtembergia),
- Heinrich Hager (1893–1941), okręg wyborczy 26 (Frankonia),
- Sepp Hainzl, Austria
- August Hallermann, okręg wyborczy 11 (Merseburg)
- Walter Hamfler (1907–1940), okręg wyborczy 9 (Opole),
- Konrad Hammetter (1898–1941), Austria, 2 für Esel,
- Karl Hanke (Berlin) (1903–1945), okręg wyborczy 3 (Berlin Wschodni)
- Franz Hanke (Wiedeń) (1892–1980), Austria,
- Paul Harpe, okręg wyborczy 2 (Berlin Zachodni)
- Erich Hartmann, okręg wyborczy 17 (Westfalia Północna)
- Herbert Haselwander (1910–1940), okręg wyborczy 12 (Turyngia),
- Daniel Hauer, okręg wyborczy 31 (Wirtembergia)
- Anton Hausmann (1899–1960), Kraj Sudetów,
- Alfred Hawellek, okręg wyborczy 9 (Opole)
- Franz Hayler (1900–1972), okręg wyborczy 17 (Westfalia Północna),
- Wilhelm Heer (1894–1961), okręg wyborczy 26 (Frankonia)
- Wilhelm Heerde, okręg wyborczy 8 (Legnica)
- Karl Heidemann, okręg wyborczy 17 (Westfalia Północna)
- Adolf Heincke, okręg wyborczy 15 (Hanower Wschodni)
- Wilhelm Heinz (* 1894), Kraj Sudetów,
- August Heißmeyer (1897–1979), okręg wyborczy 17 (Westfalia Północna)
- Walther Heitmüller (1900–1945), okręg wyborczy 15 (Hanower Wschodni),
- Wilhelm Helfer, okręg wyborczy 24 (Górna Bawaria–Szwabia)
- Sepp Helfrich, Austria
- Wolf-Heinrich Graf von Helldorf (1896–1944), okręg wyborczy 2 (Berlin Zachodni),
- Otto Hellmuth (1896–1968), okręg wyborczy 26 (Frankonia)
- Hans von Helms (1899–1980), okręg wyborczy 9 (Opole)
- Konrad Henlein (1898–1945), Kraj Sudetów,
- Paul Hennicke (1883–1967), okręg wyborczy 12 (Turyngia)
- Harry Henningsen (1895–1944), okręg wyborczy 34 (Hamburg),
- Max Henze (1899–1951), okręg wyborczy 2 (Berlin Zachodni)
- Adolf Hergenröder, okręg wyborczy 26 (Frankonia)
- Walter Heringlake (1901–1969), okręg wyborczy 18 (Westfalia Południowa),
- Adalbert Herwig, okręg wyborczy 15 (Hanower Wschodni)
- Otto Herzog (1900–1945), okręg wyborczy 7 (Wrocław),
- Rudolf Heß (1894–1987),
- Fritz Heß (Dannenfels) (1879–1938), okręg wyborczy 27 (Rheinpfalz–Saarland),
- Wilhelm Heuber (1898–1957), okręg wyborczy 28 (Drezno-Budziszyn)
- Reinhard Heydrich (1904–1942), okręg wyborczy 22 (Düsseldorf Ost),
- Walter Heyse, okręg wyborczy 33 (Hesja)
- Hans Hiedler (1898–1941), Austria,
- Konstantin Hierl (1875–1955), okręg wyborczy 6 (Pomorze)
- Friedrich Hildebrandt (Schwerin) (1898–1948), okręg wyborczy 35 (Meklemburgia)
- Richard Hildebrandt (Wiesbaden) (1897–1951), okręg wyborczy 19 (Hesja-Nassau)
- Erich Hilgenfeldt (1897–1945), okręg wyborczy 2 (Berlin Zachodni),
- Heinrich Himmler (1900–1945), okręg wyborczy 9 (Opole)
- Hans Hinkel (1901–1960), okręg wyborczy 3 (Berlin Wschodni)
- Paul Hinkler (1892–1945), okręg wyborczy 34 (Hamburg),
- Kurt Hintze (1901–1944), okręg wyborczy 20 (Kolonia-Akwizgran)
- Henry Hinz (* 1904), okręg wyborczy 34 (Hamburg), 21 für Schroeder (Hamburg)
- Adolf Hitler (1889–1945), okręg wyborczy 24 (Górna Bawaria–Szwabia),
- Alfons Hitzler, okręg wyborczy 30 (Chemnitz-Zwickau)
- Paul Hocheisen (1870–1944), okręg wyborczy 15 (Hanower Wschodni),
- Max Hölzel (1906–1941), Austria,
- Julius Hönig (1902–1945), Kraj Sudetów,
- Konstantin Höß (1903–1970), Kraj Sudetów,
- Walter Hoevel, okręg wyborczy 20 (Kolonia-Akwizgran)
- Franz Hofer (1902–1975), Austria
- Heinrich Hoffmann (1885–1957), okręg wyborczy 22 (Düsseldorf Ost),
- Paul Hoffmann (Essen), okręg wyborczy 23 (Düsseldorf West)
- Albert Hoffmann (Kattowitz) (1907–1972), okręg wyborczy 7 (Wrocław),
- Erich Hofmann (Lipsk), okręg wyborczy 30 (Chemnitz-Zwickau)
- Hans Georg Hofmann (Monachium) (1873–1942), okręg wyborczy 25 (Dolna Bawaria),
- Lühr Hogrefe (1900–1942), okręg wyborczy 14 (Weser-Ems),
- Heinz Hohoff, okręg wyborczy 20 (Kolonia-Akwizgran)
- Paul Holthoff, okręg wyborczy 20 (Kolonia-Akwizgran)
- Karl Holz (1895–1945), okręg wyborczy 26 (Frankonia),
- Eduard Honisch (* 1910), Austria, ausgeschieden im Februar
- Heinrich Horlbeck (* 1897), okręg wyborczy 26 (Frankonia),
- Karl Horn, okręg wyborczy 28 (Drezno-Budziszyn)
- Curt Horst, okręg wyborczy 20 (Kolonia-Akwizgran)
- Ludwig Huber (Ibach), okręg wyborczy 32 (Badenia)
- Ernst Huber (Reutlingen), okręg wyborczy 31 (Wirtembergia)
- Paul Hudl, Austria
- Hans Huebenett (1896–1940), okręg wyborczy 7 (Wrocław),
- Franz Hueber (1894–1981), Austria
- Adolf Hühnlein (1881–1942), okręg wyborczy 25 (Dolna Bawaria),
- Peter Hütgens (1891–1945), okręg wyborczy 23 (Düsseldorf West),
- Alfred Hugenberg (1865–1951),
- Rolf von Humann, okręg wyborczy 17 (Westfalia Północna)
- Heinrich Hunke (1902–2000), okręg wyborczy 3 (Berlin Wschodni),

### I
- Heinrich Ilbertz, okręg wyborczy 22 (Düsseldorf Ost)
- Fritz Emil Irrgang, okręg wyborczy 17 (Westfalia Północna)
- Ernst Ittameier, okręg wyborczy 26 (Frankonia)

### J
- Karl Jackstien (1899–1943), okręg wyborczy 17 (Westfalia Północna),
- Adolf Jäger (Kolonia), okręg wyborczy 20 (Kolonia-Akwizgran)
- dr Roman Jäger (Weißenkirchen),(1909–1944), Austria
- Franz-Werner Jaenke (Liegnitz) (1905–1943), okręg wyborczy 8 (Legnica),
- Otto Jaeschke (1890–1957), okręg wyborczy 7 (Wrocław),
- Dietrich von Jagow (1892–1945), okręg wyborczy 3 (Berlin Wschodni),
- Karl Janowsky (1903–1978), okręg wyborczy 10 (Magdeburg),
- Walther Jaroschek (1903–1968), Kraj Sudetów,
- Friedrich Jeckeln (1895–1946), okręg wyborczy 15 (Hanower Wschodni)
- Ernst Jenke (Wrocław), okręg wyborczy 7 (Wrocław)
- Konrad Jenzen, okręg wyborczy 8 (Legnica)
- Adolf Jobst (1900–1974), Kraj Sudetów,
- Georg Joel, okręg wyborczy 14 (Weser-Ems)
- Fritz Johlitz, okręg wyborczy 23 (Düsseldorf West)
- Heinz-Hugo John (1904–1944), okręg wyborczy 22 (Düsseldorf Ost),
- Alfred Jonas, okręg wyborczy 9 (Opole)
- Martin Jordan (Auerbach) (1897–1945), okręg wyborczy 30 (Chemnitz-Zwickau)
- Rudolf Jordan (Halle) (1902–1988), okręg wyborczy 10 (Magdeburg)
- Georg Joschke (1900-1983), Śląsk,
- Max Jüttner, okręg wyborczy 11 (Merseburg)
- Rudolf Jung (Berlin) (1882–1945), okręg wyborczy 18 (Westfalia Południowa)
- dr Karl Jung (Monachium), okręg wyborczy 18 (Westfalia Południowa)
- dr Hugo Jury (1887–1945), Austria

### K

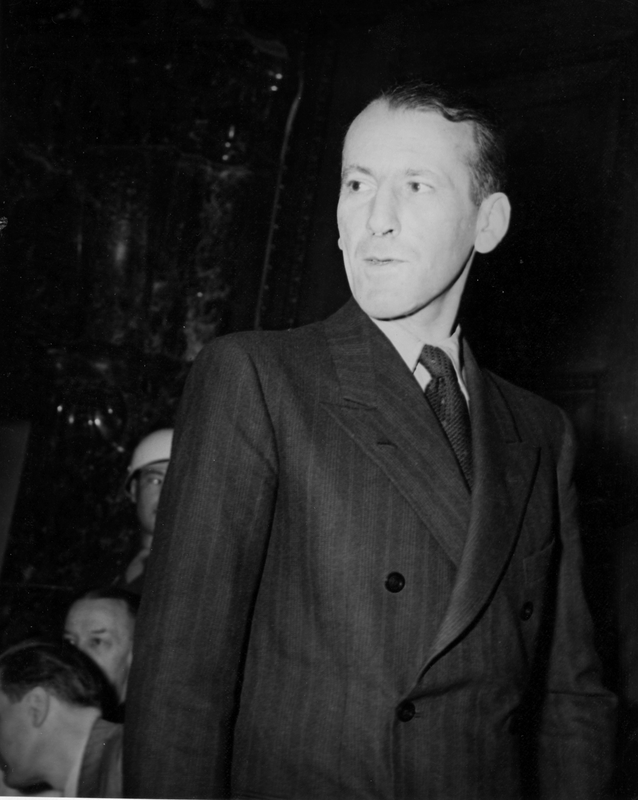
Ernst Kaltenbrunner

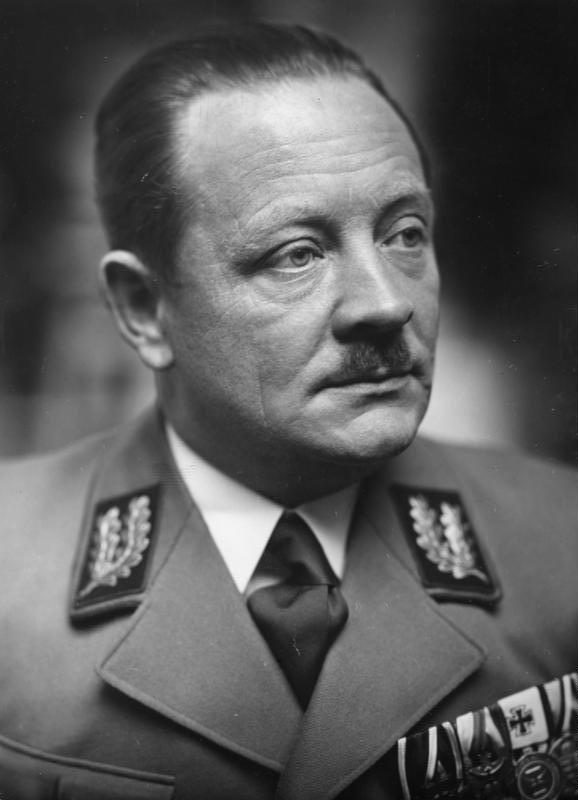
Erich Koch

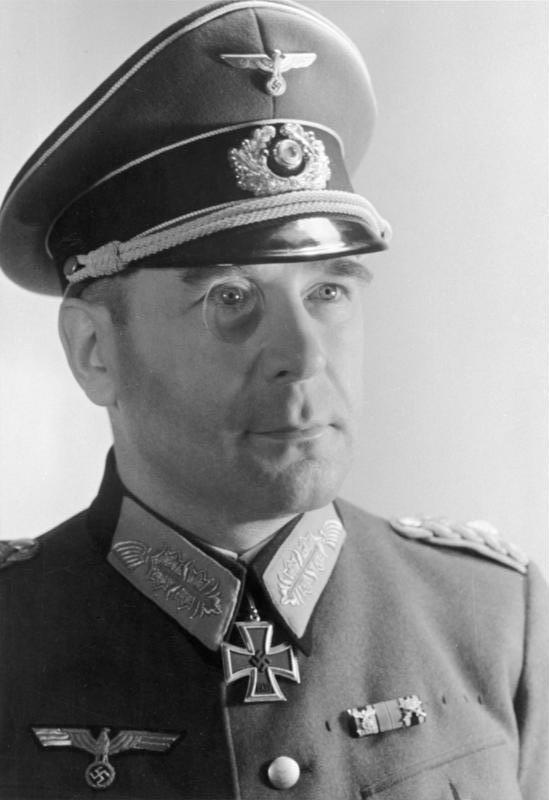
Hans Krebs

- Richard Kackstein, okręg wyborczy 4 (Poczdam)
- Max Kalcher (* 1911), Austria,
- Ernst Kaltenbrunner (1903–1946), Austria
- Konstantin Kammerhofer (1899–1958), Austria
- Károly Kampmann (1902–1945), okręg wyborczy 3 (Berlin Wschodni),
- Bernd Freiherr von Kanne, okręg wyborczy 17 (Westfalia Północna)
- Otto Kannengießer, okręg wyborczy 4 (Poczdam)
- Rolf Karbach, okręg wyborczy 21 (Koblencja-Trewir)
- Berthold Karwahne (1887–1957), okręg wyborczy 16 (Südhannover–Brunszwik (Land))
- Siegfried Kasche (1903–1947), okręg wyborczy 34 (Hamburg)
- Wilhelm Kattwinkel (1883–1953), okręg wyborczy 23 (Düsseldorf West)
- Adolf Katz, okręg wyborczy 4 (Poczdam)
- Karl Kaufmann (1900–1969), okręg wyborczy 34 (Hamburg)
- Kurt Kaul, okręg wyborczy 31 (Wirtembergia)
- Friedhelm Kemper, okręg wyborczy 32 (Badenia)
- Wilhelm Keppler (1882–1960), okręg wyborczy 32 (Badenia)
- Ferdinand Kernmeier (1884–1941), Austria,
- Hanns Kerrl (1887–1941), okręg wyborczy 16 (Südhannover–Brunszwik (Land)),
- Jakob Kessel (* 1889), okręg wyborczy 3 (Berlin Wschodni),
- Peter Kiefer (* 1884), okręg wyborczy 27 (Rheinpfalz–Saarland)
- Fritz Kiehn (1885–1980), okręg wyborczy 31 (Wirtembergia)
- Manfred von Killinger (1886–1944), okręg wyborczy 23 (Düsseldorf West),
- Dietrich Klagges (1891–1971), okręg wyborczy 16 (Südhannover–Brunszwik (Land))
- Hubert Klausner (1892–1939), Austria,
- Karl Kleemann, okręg wyborczy 27 (Rheinpfalz–Saarland)
- Guido Klieber (Budau) (1898–1959),
- Emil KleinKlein (* 1905), okręg wyborczy 24 (Górna Bawaria–Szwabia)
- Rudolf Klieber (* 1900), okręg wyborczy 8 (Legnica)
- Alfred Klostermann (1900–1945), okręg wyborczy 33 (Hesja),
- Xaver Knaup, okręg wyborczy 26 (Frankonia)
- Fritz Knaus, Austria
- Heinrich Knickmann (1894–1941), okręg wyborczy 18 (Westfalia Południowa),
- August Knop (Boffzen) (1903–1994), okręg wyborczy 16 (Südhannover–Brunszwik (Land)),
- Walter Knop (Monachium), okręg wyborczy 17 (Westfalia Północna)
- Adolf Kob, okręg wyborczy 10 (Magdeburg)
- Erich Koch (1896–1986), okręg wyborczy 1 (Prusy Wschodnie)
- Walter Köhler (1897−1989), okręg wyborczy 32 (Badenia)
- Fritz Köllner (1904–1986),
- Hanns König (1904–1939), okręg wyborczy 26 (Frankonia),
- Gerd von Koerber, okręg wyborczy 35 (Meklemburgia)
- Paul Körner (Berlin), okręg wyborczy 2 (Berlin Zachodni)
- Hellmut Körner (Sachsen) (1904–1966), okręg wyborczy 28 (Drezno-Budziszyn)
- Wilhelm Kohlmeyer (1907–1943), okręg wyborczy 34 (Hamburg),
- Artur Kolb (Amberg) (1895–1945), okręg wyborczy 25 (Dolna Bawaria),
- Max Kolb (Bayreuth), okręg wyborczy 22 (Düsseldorf Ost)
- Wilhelm Koppe (1896–1975), okręg wyborczy 14 (Weser-Ems)
- Felix Kopprasch, okręg wyborczy 16 (Südhannover–Brunszwik (Land))
- Albert Kost, okręg wyborczy 17 (Westfalia Północna)
- Alfred Kottek (1906–1943), Kraj Sudetów,
- Karl Kowarik (1907–1987), Austria,
- Heinrich von Kozierowski, okręg wyborczy 16 (Südhannover–Brunszwik (Land))
- Josef Krämer (1904–1980), okręg wyborczy 32 (Badenia),
- Herbert Kraft (1886–1946), okręg wyborczy 32 (Badenia)
- August Kramer, okręg wyborczy 32 (Badenia)
- Wolfgang Kraneck (1900–1943), okręg wyborczy 5 (Frankfurt nad Odrą),
- Josef Kraus (Hohenelbe) (* 1903),
- Erwin Kraus (Pasing), okręg wyborczy 31 (Wirtembergia)
- Rudolf Krause, okręg wyborczy 10 (Magdeburg)
- Alfred Krauß (Wiedeń) (1862–1938), Austria,
- Moritz Kraut (1905–1941), okręg wyborczy 3 (Berlin Wschodni),
- Franz Krautzberger (* 1913),
- Hans Krawielitzki, okręg wyborczy 19 (Hesja-Nassau)
- Gottfried Krczal, Nachname ab: Bergener (1885–1966),
- Hans Krebs, okręg wyborczy 3 (Berlin Wschodni)
- Anton Kreißl (1895–1945),
- Hermann Kretzschmann, okręg wyborczy 4 (Poczdam)
- Karl Krichbaum, okręg wyborczy 18 (Westfalia Południowa)
- Hermann Kriebel (1876–1941), okręg wyborczy 2 (Berlin Zachodni),
- Erhard Kroeger, Kraj Warty, 7
- Werner Kropp, okręg wyborczy 16 (Südhannover–Brunszwik (Land))
- Erich Krüger (Crossen), okręg wyborczy 5 (Frankfurt nad Odrą)
- Friedrich Wilhelm Krüger (Frankfurt) (1894–1945), okręg wyborczy 5 (Frankfurt nad Odrą)
- Wilhelm Kube (1887–1943),
- Walter Kühle, okręg wyborczy 4 (Poczdam)
- Kurt Kühme (1885–1944), okręg wyborczy 19 (Hesja-Nassau),
- Hans Kühtz, okręg wyborczy 10 (Magdeburg)
- Johannes Künzel (Szczecin), okręg wyborczy 6 (Pomorze)
- Franz Künzel (Reichenberg) (1900–1986), Kraj Sudetów,
- Johannes Künzel (Szczecin), okręg wyborczy 6 (Pomorze)
- Werner Kuhnt (Dossen), okręg wyborczy 5 (Frankfurt nad Odrą)
- Benno Kuhr (* 1896), okręg wyborczy 25 (Dolna Bawaria),
- Hans Kummerfeldt, okręg wyborczy 13 (Schleswig-Holstein)
- Ernst Kundt (Praga) (1897–1947),
- Erich Kunz (1897–1939), okręg wyborczy 30 (Chemnitz-Zwickau),
- Richard Kunze, okręg wyborczy 5 (Frankfurt nad Odrą)
- Otto von Kursell (1884–1967), okręg wyborczy 14 (Weser-Ems)
- Franz Kutschera (1904–1944), Austria,

### L
- Richard Lammel (1899–1951), Kraj Sudetów,
- Heinz Lampe, okręg wyborczy 20 (Kolonia-Akwizgran)
- Franz Land, okręg wyborczy 18 (Westfalia Południowa)
- Franz Langoth (1877–1953), Austria
- dr Karl Lapper, Austria
- Hartmann Lauterbacher (1909–1988), okręg wyborczy 16 (Südhannover–Brunszwik (Land))
- Arthur Lehmann (Kolonia), okręg wyborczy 20 (Kolonia-Akwizgran)
- Otto Lehmann (Magdeburg), okręg wyborczy 10 (Magdeburg)
- Georg Lenk (1888–1945), okręg wyborczy 30 (Chemnitz-Zwickau),
- Theodor Leonhardt (* 1905), okręg wyborczy 5 (Frankfurt nad Odrą),
- Josef Leopold (1889–1941), Austria,
- dr Robert Ley (1890–1945), okręg wyborczy 20 (Kolonia-Akwizgran)
- Ernst Ludwig Leyser, okręg wyborczy 27 (Rheinpfalz–Saarland)
- Ludwig Liebel (Berlin), okręg wyborczy 27 (Rheinpfalz–Saarland)
- Willy Liebel (Nürnberg) (1897–1945), okręg wyborczy 26 (Frankonia),
- Walther Freiherr von Lindenfels (1878–1938), okręg wyborczy 3 (Berlin Wschodni),
- Karl Linder (1900-1979), okręg wyborczy 19 (Hesja-Nassau)
- Karl-Siegmund Litzmann (1893–1945), okręg wyborczy 1 (Prusy Wschodnie)
- Wilhelm Loch, okręg wyborczy 23 (Düsseldorf West)
- Curt Freiherr Loeffelholz von Colberg (1874–1945), okręg wyborczy 11 (Merseburg),
- Lorenz Loewer, okręg wyborczy 9 (Opole)
- Hinrich Lohse (1896–1964), okręg wyborczy 13 (Schleswig-Holstein)
- dr Johannes Lommel (1875–1939), okręg wyborczy 19 (Hesja-Nassau),
- Werner Lorenz (Hamburg) (1891–1974), okręg wyborczy 34 (Hamburg)
- Max-Albert Lorenz (Münster) (1886–1976), okręg wyborczy 17 (Westfalia Północna),
- Fritz zur Loye, okręg wyborczy 14 (Weser-Ems)
- Willi Luckner, okręg wyborczy 4 (Poczdam)
- Hanns Ludin (1905–1947), okręg wyborczy 32 (Badenia)
- Curt Ludwig, okręg wyborczy 14 (Weser-Ems)
- Kurt Lüdtke, okręg wyborczy 6 (Pomorze)
- dr Carl Lüer (1897–1969), okręg wyborczy 19 (Hesja-Nassau)
- Friedrich-Wilhelm Lütt, okręg wyborczy 15 (Hanower Wschodni)
- Hans Lukesch, Austria
- Anton Lutz (* 1908), Kraj Sudetów, 23 für Sandner (Asch)
- Viktor Lutze (1890–1943), okręg wyborczy 7 (Wrocław),
- Max Otto Luyken (1885–1945), okręg wyborczy 34 (Hamburg),

### M
- Waldemar Magunia (1902–1974), okręg wyborczy 1 (Prusy Wschodnie)
- Eugen Maier (Ulm) (1899–1940), okręg wyborczy 31 (Wirtembergia),
- Josef Malzer, okręg wyborczy 31 (Wirtembergia)
- Richard Manderbach, okręg wyborczy 18 (Westfalia Południowa)
- Richard Mann (1893–1960), okręg wyborczy 27 (Rheinpfalz–Saarland),
- Arno Manthey (1888–1941), okręg wyborczy 5 (Frankfurt nad Odrą),
- Georg Mappes (1900–1984), okręg wyborczy 1 (Prusy Wschodnie),
- Otto Marrenbach (Berlin), okręg wyborczy 33 (Hesja)
- Fritz Marrenbach (Kolonia), okręg wyborczy 20 (Kolonia-Akwizgran)
- Willy Marschler (1893–1951), okręg wyborczy 12 (Turyngia)
- Karl Martin, okręg wyborczy 29 (Lipsk)
- Kurt Martius, okręg wyborczy 6 (Pomorze)
- Fritz Marx, okręg wyborczy 7 (Wrocław)
- Martin Matthiessen, okręg wyborczy 13 (Schleswig-Holstein)
- Adolf Mauer (1899–1978), okręg wyborczy 31 (Wirtembergia),
- Emil Maurice (1897–1972), okręg wyborczy 29 (Lipsk)
- Franz May (1903–1969), Kraj Sudetów,
- Emil Mazuw, okręg wyborczy 6 (Pomorze)
- dr Rudolf Meckel (Praga) (1910–1975),
- dr Karl Megerle, okręg wyborczy 22 (Düsseldorf Ost)
- Wilhelm Meinberg (1898–1973), okręg wyborczy 18 (Westfalia Południowa),
- Albert Meister (1895–1942), okręg wyborczy 18 (Westfalia Południowa),
- Kurt Mende (1907–1944), okręg wyborczy 3 (Berlin Wschodni),
- Franz Merk (1894–1945), okręg wyborczy 32 (Badenia),
- Hieronymus Merkle (* 1897), okręg wyborczy 27 (Rheinpfalz–Saarland),
- Julius Merz, okręg wyborczy 7 (Wrocław)
- dr Franz Metzner, okręg wyborczy 12 (Turyngia)
- Fritz Meyer (Hamburg) (1881–1953), okręg wyborczy 34 (Hamburg),
- dr Alfred Meyer (Münster) (1891–1945), okręg wyborczy 17 (Westfalia Północna),
- Joachim Meyer-Quade (1897–1939), okręg wyborczy 13 (Schleswig-Holstein),
- August Edler von Meyszner (1896–1947), Austria
- Rudolf Michaelis (1902–1945), okręg wyborczy 10 (Magdeburg),
- August Mietz (* 1898), okręg wyborczy 17 (Westfalia Północna),
- Johann Mikula, Austria
- Albert Miller (1900–1966), okręg wyborczy 19 (Hesja-Nassau),
- Karl Minnameyer, okręg wyborczy 26 (Frankonia)
- Leopold Mitterbauer (* 1912), Austria,
- Paul Moder (1896–1942), okręg wyborczy 3 (Berlin Wschodni),
- Helmut Möckel (1909–1945), okręg wyborczy 7 (Wrocław),
- Johann Adam Mohr, okręg wyborczy 26 (Frankonia)
- Joachim von Moltke (1891–1956), okręg wyborczy 24 (Górna Bawaria–Szwabia),
- Fritz Montag (1896–1943), okręg wyborczy 35 (Meklemburgia),
- Max Moosbauer, okręg wyborczy 25 (Dolna Bawaria)
- Franz Moraller (1903–1986), okręg wyborczy 32 (Badenia),
- Karl Müller (Berlin) (1879–1944), okręg wyborczy 16 (Südhannover–Brunszwik (Land)),
- Georg Müller (Drezno), okręg wyborczy 28 (Drezno-Budziszyn)
- Erhard Müller (Hagen), okręg wyborczy 18 (Westfalia Południowa)
- dr Paul Müller (Kronach), okręg wyborczy 25 (Dolna Bawaria)
- Hermann Müller (Magdeburg), okręg wyborczy 10 (Magdeburg)
- Albert Müller (Trewir), okręg wyborczy 21 (Koblencja-Trewir)
- Bruno Müller-Reinert (* 1897), okręg wyborczy 9 (Opole),
- Ludwig Münchmeyer (1885–1947), okręg wyborczy 33 (Hesja)
- Anton Mündler (1896–1945), okręg wyborczy 24 (Górna Bawaria–Szwabia),
- Michael Münster, okręg wyborczy 5 (Frankfurt nad Odrą)
- Wilhelm Murr (1888–1945), okręg wyborczy 31 (Wirtembergia),
- Martin Mutschmann (1879–1947/1950), okręg wyborczy 30 (Chemnitz-Zwickau)
- Ernst Mutz, okręg wyborczy 9 (Opole)

### N
- Ernst Nassauer (1901–1944), okręg wyborczy 18 (Westfalia Południowa),
- Otto Naumann, okręg wyborczy 29 (Lipsk)
- Paul-Friedrich Nebelung, okręg wyborczy 16 (Südhannover–Brunszwik (Land))
- Hermann Neef, okręg wyborczy 19 (Hesja-Nassau)
- Reinhard Neubert, okręg wyborczy 2 (Berlin Zachodni)
- Walter Neul, okręg wyborczy 28 (Drezno-Budziszyn)
- Ernst Neumann (1888–1955),
- Paul Nieder-Westermann, okręg wyborczy 18 (Westfalia Południowa)
- Heinrich Niem (1906–1944), okręg wyborczy 22 (Düsseldorf Ost),
- Gustav Nietfeld-Beckmann, okręg wyborczy 14 (Weser-Ems)
- Heinrich Nietmann, okręg wyborczy 27 (Rheinpfalz–Saarland)
- Otto Nippold (1902–1940), okręg wyborczy 24 (Górna Bawaria–Szwabia),
- Franz Nitsch (1898–1945), Kraj Sudetów,
- Erwin Nötzelmann, okręg wyborczy 1 (Prusy Wschodnie)

### O
- Walther Oberhaidacher (1896–1945), okręg wyborczy 30 (Chemnitz-Zwickau),
- Gustav Adolf Oberlik (1905–1943), Kraj Sudetów,
- Hanns Oberlindober, okręg wyborczy 19 (Hesja-Nassau)
- Heinz Günther von Obernitz (1895–1944), okręg wyborczy 26 (Frankonia),
- Gustav Robert Oexle (1889–1945), okręg wyborczy 31 (Wirtembergia),
- Karl Offermann, okręg wyborczy 32 (Badenia)
- Richard Ohling, okręg wyborczy 20 (Kolonia-Akwizgran)
- Ludwig Oldach (* 1888), okręg wyborczy 35 (Meklemburgia)
- Christian Opdenhoff, okręg wyborczy 10 (Magdeburg)
- Theodor Oppermann (Hannover) (1889–1945), okręg wyborczy 22 (Düsseldorf Ost), 6
- Ewald Oppermann (Königsberg) (1896–1965), okręg wyborczy 1 (Prusy Wschodnie)
- Walter Ortlepp, okręg wyborczy 12 (Turyngia)
- Carl Overhues (1886–1972), okręg wyborczy 22 (Düsseldorf Ost),
- Richard Owe, okręg wyborczy 29 (Lipsk)

### P
- Heinrich Pahlings, okręg wyborczy 22 (Düsseldorf Ost)
- Hermann Paltinat, okręg wyborczy 1 (Prusy Wschodnie)
- Joachim Paltzo (1912–1944), okręg wyborczy 1 (Prusy Wschodnie),
- Franz von Papen (1879–1969),
- Paul Papenbroock, okręg wyborczy 12 (Turyngia)
- Fritz Paschold, okręg wyborczy 12 (Turyngia)
- Franz Paul (1911–1985), okręg wyborczy 34 (Hamburg),
- Ernst Peikert, okręg wyborczy 2 (Berlin Zachodni),
- Hellmut Peitsch, okręg wyborczy 30 (Chemnitz-Zwickau)
- Ernst Penner (1883–1940), okręg wyborczy 1 (Prusy Wschodnie),
- Carl Penzhorn, okręg wyborczy 34 (Hamburg)
- Heinrich Peper, okręg wyborczy 15 (Hanower Wschodni)
- Friedrich Peppmüller, okręg wyborczy 23 (Düsseldorf West)
- Ernst Peschka (1900–1970), Kraj Sudetów,
- Karl Peschke, okręg wyborczy 7 (Wrocław)
- Franz Peterseil, Austria
- Arnold Petersen, okręg wyborczy 34 (Hamburg)
- Hans Petersen (Monachium) (1885–1963), okręg wyborczy 16 (Südhannover–Brunszwik (Land)),
- Wilhelm Petzold, okręg wyborczy 2 (Berlin Zachodni)
- Rudi Peuckert, okręg wyborczy 12 (Turyngia)
- Alfred Pfaff, okręg wyborczy 31 (Wirtembergia)
- Franz Pfeffer von Salomon (1888–1968), okręg wyborczy 16 (Südhannover–Brunszwik (Land)),
- Karl Pflaumer, okręg wyborczy 32 (Badenia)
- Karl Pflomm (1888–1945), okręg wyborczy 12 (Turyngia),
- Walter Pfrimer, Austria
- Anton Pfrogner (1888–1961), Kraj Sudetów,
- Felix Piékarski, okręg wyborczy 19 (Hesja-Nassau),
- Franz Pillmayer (1897–1939), okręg wyborczy 30 (Chemnitz-Zwickau),
- Michael Pirker, Austria
- Toni Plankensteiner, Austria
- Friedrich Plattner, okręg wyborczy 32 (Badenia)
- Eugen Plorin (1901–1943), okręg wyborczy 12 (Turyngia),
- Viktor von Podbielski (1892–1945), okręg wyborczy 14 (Weser-Ems),
- Ludwig Pösl (1903–1945), okręg wyborczy 26 (Frankonia),
- Oswald Pohl (1892–1951), okręg wyborczy 22 (Düsseldorf Ost),
- Eberhard Ponndorf, okręg wyborczy 1 (Prusy Wschodnie)
- Emil Popp (Frankfurt) (* 1897), okręg wyborczy 5 (Frankfurt nad Odrą)
- Kuno Popp (Szczecin) (* 1893), okręg wyborczy 6 (Pomorze)
- Tobias Portschy (1905–1996), Austria
- Erich Post (1900–1945), okręg wyborczy 1 (Prusy Wschodnie),
- Georg Poxleitner, okręg wyborczy 28 (Drezno-Budziszyn),
- Günther Prager (* 1911), Kraj Sudetów, 22 für Künzel (Reichenberg)
- dr Hubert Preibsch (1892–1959), Kraj Sudetów,
- Richard Preiß, okręg wyborczy 9 (Opole)
- Fritz Preißler (1904–1945), okręg wyborczy 30 (Chemnitz-Zwickau),
- Alfred Preuß, okręg wyborczy 1 (Prusy Wschodnie)
- August Wilhelm von Preußen (1887–1949), okręg wyborczy 4 (Poczdam)
- Josef Prokop (1898–1945), Austria, 18 für Kernmaier
- Alfred Proksch (1891–1981), okręg wyborczy 8 (Legnica)
- Hans Adolf Prützmann (1901–1945), okręg wyborczy 34 (Hamburg)
- Johannes Puth, okręg wyborczy 19 (Hesja-Nassau)

### Q
- Franz Quadflieg, okręg wyborczy 18 (Westfalia Południowa)
- Eugen Graf von Quadt zu Wykradt und Isny (1887–1940), okręg wyborczy 31 (Wirtembergia),

### R

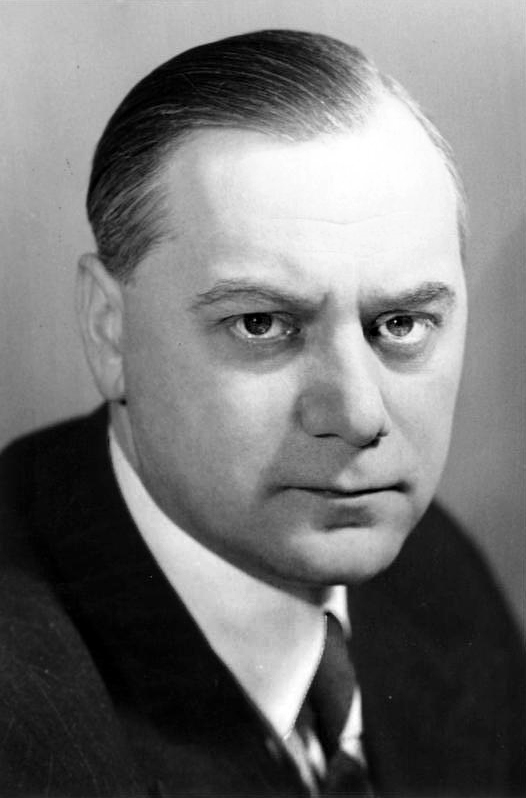
Alfred Rosenberg

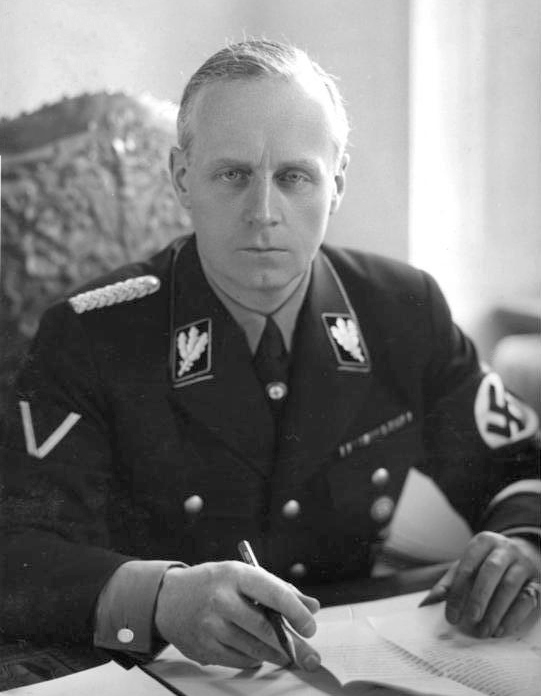
Joachim von Ribbentrop

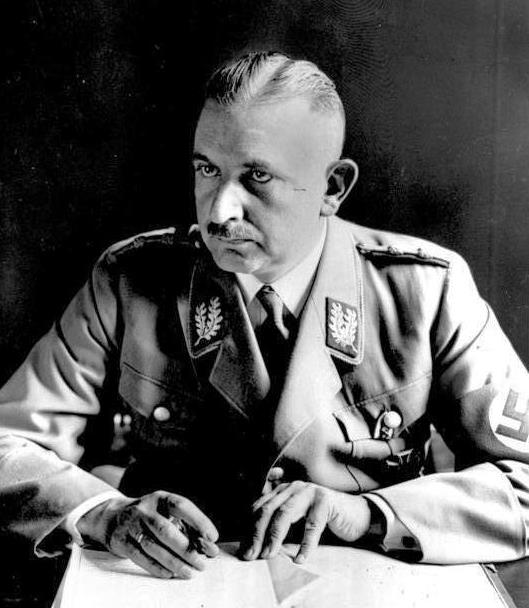
Bernhard Rust

- Paul Rabe, okręg wyborczy 29 (Lipsk)
- Otto Raber, Austria
- Horst Raecke (1906–1941), okręg wyborczy 15 (Hanower Wschodni),
- Ernst Rademacher (1903–1968), Memelland,
- Friedrich Rainer (Salzburg) (1903–1947), Austria
- Arthur Rakobrandt, okręg wyborczy 34 (Hamburg)
- Franz Rappell, Austria
- Rudolf Raschka (* 1907), Kraj Sudetów,
- Georg Rau, okręg wyborczy 13 (Schleswig-Holstein)
- Hanns Rauter (1895–1949), Austria,
- Richard Reckewerth, okręg wyborczy 11 (Merseburg)
- Fritz Reckmann, okręg wyborczy 21 (Koblencja-Trewir)
- Otto Recknagel, okręg wyborczy 12 (Turyngia)
- Wilhelm Redieß (1900–1945), okręg wyborczy 1 (Prusy Wschodnie),
- Johannes Freiherr von Reibnitz (1882–1939), okręg wyborczy 7 (Wrocław),
- Willy Reichelt, okręg wyborczy 28 (Drezno-Budziszyn)
- Heinrich Reiner (Darmstadt), okręg wyborczy 33 (Hesja)
- Wilhelm Reinhard (Spandau),
- Fritz Reinhardt (Berlin) (1895–1969), okręg wyborczy 24 (Górna Bawaria–Szwabia)
- Karl Reinhardt (Kittelsthal) (* 1905), okręg wyborczy 12 (Turyngia)
- Heinrich Reinhardt (Melsungen) (1894–1959), okręg wyborczy 19 (Hesja-Nassau),
- Josef Alois Reinhart (Würzburg), okręg wyborczy 26 (Frankonia)
- Helmut Reinke, okręg wyborczy 34 (Hamburg)
- Anton Reinthaller (1895–1958), Austria
- dr Hermann Reischle (1898–1983), okręg wyborczy 31 (Wirtembergia),
- Hermann Reisinger (* 1900), Austria,
- Hans Reiter, okręg wyborczy 28 (Drezno-Budziszyn)
- Constantin Rembe (1868–1958), okręg wyborczy 12 (Turyngia)
- dr Theodor von Renteln, okręg wyborczy 4 (Poczdam)
- Walther Rentmeister, Austria
- Hermann Reschny, okręg wyborczy 20 (Kolonia-Akwizgran)
- Lothar Rettelsky (* 1895), Nachname ab: Rethel, Danzig-Westpreußen,
- Ernst zu Reventlow (1869–1943), okręg wyborczy 2 (Berlin Zachodni),
- Hartwig von Rheden, okręg wyborczy 16 (Südhannover–Brunszwik (Land))
- Joachim von Ribbentrop (1893–1946), okręg wyborczy 4 (Poczdam)
- Hans Richter (Frankfurt), okręg wyborczy 5 (Frankfurt nad Odrą)
- Wolfgang Richter (Reichenberg) (1901–1958), Kraj Sudetów,
- Franz Richter (Wiedeń), Austria
- Hans-Joachim Riecke, okręg wyborczy 17 (Westfalia Północna)
- Hermann Ried (* 1895), okręg wyborczy 10 (Magdeburg),
- Ernst Riemenschneider (1900–1960), okręg wyborczy 18 (Westfalia Południowa),
- Josef Riggauer, okręg wyborczy 24 (Górna Bawaria–Szwabia)
- Friedrich Ringshausen (1880–1941), okręg wyborczy 33 (Hesja),
- Heinrich Ritter (1891–1966), okręg wyborczy 33 (Hesja)
- Paul Roden (* 1904), Śląsk,
- Alfred Rodenbücher, okręg wyborczy 23 (Düsseldorf West)
- Hermann Röhn, okręg wyborczy 32 (Badenia)
- Rudolf Röhrig, okręg wyborczy 27 (Rheinpfalz–Saarland)
- Erwin Rösener, okręg wyborczy 1 (Prusy Wschodnie)
- Carl Röver (1889–1942), okręg wyborczy 14 (Weser-Ems),
- dr Alfred Rosche (1884–1947), Kraj Sudetów,
- Alfred Rosenberg (1893–1946), okręg wyborczy 33 (Hesja)
- Albert Roth (Liedolsheim) (1893–1952), okręg wyborczy 32 (Badenia)
- dr Reinhold Roth (Mannheim), okręg wyborczy 32 (Badenia)
- Robert Roth (Baden) (1891–1975), okręg wyborczy 32 (Badenia)
- Bernhard Ruberg (1897–1945), okręg wyborczy 31 (Wirtembergia),
- Ludwig Ruckdeschel (Bayreuth) (1907–1968), okręg wyborczy 25 (Dolna Bawaria)
- Willi Ruckdeschel (Poczdam), okręg wyborczy 4 (Poczdam)
- Gerhard Rühle (1905–1949), okręg wyborczy 30 (Chemnitz-Zwickau)
- Walter Ruppin (1885–1945), okręg wyborczy 3 (Berlin Wschodni),
- Bernhard Rust (1883–1945), okręg wyborczy 16 (Südhannover–Brunszwik (Land)),

### S
- Gabriel Saal (1901–1966), Eupen-Malmedy,
- Heinrich Salzmann (* 1891), okręg wyborczy 30 (Chemnitz-Zwickau),
- dr Ferdinand von Sammern-Frankenegg (1897–1944), Austria,
- Anton Sandner (Asch) (1906–1942), Kraj Sudetów,
- Rudolf Sandner (Eger) (1905–1983), Kraj Sudetów,
- Fritz Sauckel (1894–1946), okręg wyborczy 12 (Turyngia)
- Heinrich Sauer, okręg wyborczy 6 (Pomorze)
- Hans Saupert, okręg wyborczy 27 (Rheinpfalz–Saarland)
- Paul Schaaf, okręg wyborczy 29 (Lipsk)
- Gerhard Schach, okręg wyborczy 3 (Berlin Wschodni)
- Georg Schädler, okręg wyborczy 24 (Górna Bawaria–Szwabia)
- Heinrich-Christian Schäfer-Hansen, okręg wyborczy 7 (Wrocław)
- Richard Schaller, okręg wyborczy 20 (Kolonia-Akwizgran)
- Rudolf Schaper,
- Karl Scharizer, Austria
- Franz Schattenfroh, Austria
- Anton Josef Schatz, Austria
- Julius Schaub (1898–1967), okręg wyborczy 24 (Górna Bawaria–Szwabia)
- dr Gustav Adolf Scheel (1907–1979), okręg wyborczy 20 (Kolonia-Akwizgran)
- Erich Scheibner, okręg wyborczy 5 (Frankfurt nad Odrą)
- Wilhelm Schepmann (1894–1970), okręg wyborczy 28 (Drezno-Budziszyn)
- Hans Scheriau (1889–1939), Austria,
- Arno Schickedanz (1898–1945), okręg wyborczy 34 (Hamburg), verstorben im April
- dr Rudolf Schicketanz (Reichenberg) (1900–1947), Kraj Sudetów,
- Hans Schiffmann, okręg wyborczy 25 (Dolna Bawaria)
- dr Karl Schilling (1889–1973), okręg wyborczy 33 (Hesja),
- Baldur von Schirach (1907–1974), okręg wyborczy 6 (Pomorze)
- August Schirmer (1905–1948), okręg wyborczy 6 (Pomorze)
- Rudolf Schittenhelm (1897–1945), Kraj Sudetów,
- Carl Ludwig Schleich (1899–1944), okręg wyborczy 18 (Westfalia Południowa),
- Franz Xaver Schlemmer, okręg wyborczy 25 (Dolna Bawaria)
- Fritz Schleßmann, okręg wyborczy 18 (Westfalia Południowa)
- dr Karl Schlumprecht (1901–1970), okręg wyborczy 26 (Frankonia)
- Kurt Schmalz (1906–1964), okręg wyborczy 16 (Südhannover–Brunszwik (Land))
- Ernst-Heinrich Schmauser, okręg wyborczy 26 (Frankonia)
- Rudolf Schmeer, okręg wyborczy 20 (Kolonia-Akwizgran)
- Willy Schmelcher, okręg wyborczy 27 (Rheinpfalz–Saarland)
- Albrecht Schmelt (1899–1945), okręg wyborczy 7 (Wrocław),
- Adolf Schmid (Karlsruhe) (* 1905), okręg wyborczy 32 (Badenia),
- Hans Schmidhofer, Austria
- Wilhelm Georg Schmidt (Berlin) (1900–1938), okręg wyborczy 19 (Hesja-Nassau),
- Adolf Schmidt-Bodenstedt, okręg wyborczy 16 (Südhannover–Brunszwik (Land))
- Paul Schmidt (Bottrop), okręg wyborczy 17 (Westfalia Północna)
- Fritz Schmidt (Kassel) (1899–1942), okręg wyborczy 19 (Hesja-Nassau),
- Karl Georg Schmidt (Kolonia) (1904–1940), okręg wyborczy 20 (Kolonia-Akwizgran),
- Fritz Schmidt (Münster) (1903–1943), okręg wyborczy 17 (Westfalia Północna),
- Gustav Schmidt (Nauheim), okręg wyborczy 33 (Hesja)
- Friedrich Schmidt (Stuttgart), okręg wyborczy 31 (Wirtembergia)
- Otto Schmidtke (* 1902), okręg wyborczy 1 (Prusy Wschodnie), 23 für Wehner
- Walter Schmitt (Berlin) (1879–1945), okręg wyborczy 30 (Chemnitz-Zwickau),
- Ernst Schmitt (Staudernheim), okręg wyborczy 21 (Koblencja-Trewir)
- Peter Schmitt (Trewir), okręg wyborczy 21 (Koblencja-Trewir)
- dr Hermann Schmitz (1881–1960),
- Karl Schmückle, okręg wyborczy 12 (Turyngia)
- dr Heinrich Albert Schnee (1871–1949), okręg wyborczy 6 (Pomorze)
- Hermann Schneider (Eckersdorf), okręg wyborczy 7 (Wrocław)
- Wilhelm Schneider (Chorzów) (1906–1943), Śląsk,
- Ludwig Schneider (Monachium) (1902–1944), okręg wyborczy 20 (Kolonia-Akwizgran),
- Heinrich Schoene (1889–1945), okręg wyborczy 1 (Prusy Wschodnie),
- Josef Schönwälder, okręg wyborczy 7 (Wrocław)
- Karl Scholze (* 1902), okręg wyborczy 5 (Frankfurt nad Odrą)
- Max Schoppe (* 1902), okręg wyborczy 34 (Hamburg),
- Robert Schormann, okręg wyborczy 2 (Berlin Zachodni)
- Alexander Schrader (* 1887), okręg wyborczy 10 (Magdeburg)
- Erwin Schramm (Wrocław), okręg wyborczy 9 (Opole)
- Ferdinand Schramm (Halstenbek), okręg wyborczy 13 (Schleswig-Holstein)
- Otto Schramme (1898–1941), okręg wyborczy 17 (Westfalia Północna),
- Walther Schröder (Lübeck), okręg wyborczy 13 (Schleswig-Holstein)
- Wilhelm Schroeder (Hamburg) (1898–1943), okręg wyborczy 34 (Hamburg),
- Hermann Schroer, okręg wyborczy 22 (Düsseldorf Ost)
- Leo Schubert (Glatz),
- Franz Schubert (Saarlautern) (1905–1992), okręg wyborczy 27 (Rheinpfalz–Saarland)
- Fritz Schuberth (Franken), okręg wyborczy 26 (Frankonia)
- Albert Schüle, okręg wyborczy 31 (Wirtembergia)
- Erich Schüler, okręg wyborczy 3 (Berlin Wschodni)
- Ferdinand Schürmann (1896–1966), okręg wyborczy 17 (Westfalia Północna)
- Siegfried Schug, okręg wyborczy 6 (Pomorze)
- Walter Schuhmann (Berlin), okręg wyborczy 2 (Berlin Zachodni)
- Friedrich Graf von der Schulenburg (1865–1939), okręg wyborczy 35 (Meklemburgia),
- Emil Schultz (Essen), okręg wyborczy 23 (Düsseldorf West)
- Karl Schultz (Spandau), okręg wyborczy 4 (Poczdam)
- dr Walter Schultze (Monachium) (1894–1979),
- Paul Schultze-Naumburg (1869–1949), okręg wyborczy 11 (Merseburg)
- Robert Schulz (Pomorze), okręg wyborczy 6 (Pomorze)
- Friedrich Schulz (Stuttgart), okręg wyborczy 31 (Wirtembergia)
- Ewald Schulz (Westpreußen) (* 1896), Danzig-Westpreußen,
- Wilhelm Schumann (Elberfeld), okręg wyborczy 22 (Düsseldorf Ost)
- Adolf Schuppel, okręg wyborczy 32 (Badenia)
- Karl Adolf Schwabe (1909–1990), okręg wyborczy 22 (Düsseldorf Ost),
- Martin Schwaebe (1911–1985), okręg wyborczy 20 (Kolonia-Akwizgran),
- Werner Schwarz (Berlin) (1902–1942), okręg wyborczy 19 (Hesja-Nassau),
- Ernst Schwarz (Düsseldorf) (1904–1941), okręg wyborczy 22 (Düsseldorf Ost),
- Wilhelm Schwarz (Memmingen), okręg wyborczy 24 (Górna Bawaria–Szwabia)
- Franz Xaver Schwarz (Monachium) (1875–1947), okręg wyborczy 24 (Górna Bawaria–Szwabia)
- Otto Schwebel (1903–1976), okręg wyborczy 19 (Hesja-Nassau),
- Franz Schwede-Coburg (1888–1960), okręg wyborczy 6 (Pomorze)
- Johannes Schweter, okręg wyborczy 9 (Opole)
- Wilhelm Schwinn, okręg wyborczy 33 (Hesja)
- Fritz Schwitzgebel, okręg wyborczy 27 (Rheinpfalz–Saarland)
- Karl Seemann (1886–1943), okręg wyborczy 35 (Meklemburgia),
- Hans Seibold, okręg wyborczy 31 (Wirtembergia)
- Martin Seidel (Hesja) (* 1898), okręg wyborczy 33 (Hesja)
- Walther Seidler (1897–1951), okręg wyborczy 19 (Hesja-Nassau)
- Alfred Seidler (Szczecin) (* 1901), WK 6 (Pomorze),
- Hans Seifert, okręg wyborczy 29 (Lipsk)
- Wilhelm Seipel, okręg wyborczy 33 (Hesja)
- Franz Seldte (1882–1947),
- Nikolaus Selzner (1899–1944), okręg wyborczy 27 (Rheinpfalz–Saarland),
- Joseph Seydel (Kolonia) (1887–1945), okręg wyborczy 16 (Südhannover–Brunszwik (Land)),
- Arthur Seyss-Inquart (1892–1946), Austria
- Karl Sieber, okręg wyborczy 29 (Lipsk)
- Ludwig Siebert (1874–1942), okręg wyborczy 24 (Górna Bawaria–Szwabia),
- Raimund Siegl (Iglau) (1906–1945),
- Wilhelm Sieh, okręg wyborczy 13 (Schleswig-Holstein)
- Heinrich Siekmeier, okręg wyborczy 12 (Turyngia)
- Gustav Simon (Koblencja) (1900–1945), okręg wyborczy 21 (Koblencja-Trewir)
- Karl Simon (Merseburg), okręg wyborczy 11 (Merseburg)
- Heinrich Simon (Monachium), okręg wyborczy 22 (Düsseldorf Ost)
- Paul Simon (Szczecin), okręg wyborczy 6 (Pomorze)
- Paul Skoda, okręg wyborczy 3 (Berlin Wschodni)
- Heinrich Soest, okręg wyborczy 16 (Südhannover–Brunszwik (Land))
- Max Solbrig (1889–1959), okręg wyborczy 19 (Hesja-Nassau),
- dr Hans-Eugen Sommer (* 1901), okręg wyborczy 35 (Meklemburgia),
- Heinz Späing, okręg wyborczy 12 (Turyngia)
- Martin Spahn (1875–1945),
- Heinz Spangemacher (1885–1958), okręg wyborczy 16 (Südhannover–Brunszwik (Land))
- Alfred Spangenberg, okręg wyborczy 2 (Berlin Zachodni)
- Albert Speer (1905–1981), okręg wyborczy 2 (Berlin Zachodni),
- Ernst Speidel (* 1879), Prusy Wschodnie,
- Georg Sperber (1897–1943), okręg wyborczy 26 (Frankonia),
- Erich Spickschen, okręg wyborczy 1 (Prusy Wschodnie)
- Jakob Sporrenberg (1902–1952), okręg wyborczy 1 (Prusy Wschodnie)
- Jakob Sprenger (1884–1945), okręg wyborczy 19 (Hesja-Nassau),
- dr Fritz Springorum (1886–1942), okręg wyborczy 17 (Westfalia Północna),
- dr Heinrich Ritter von Srbik, Austria
- Theo Albert Stadler, Austria
- Josef Ständer (1894–1976), okręg wyborczy 14 (Weser-Ems)
- Kurt Stahl (* 1901), okręg wyborczy 14 (Weser-Ems),
- Walter Stang, okręg wyborczy 3 (Berlin Wschodni)
- Peter Stangier, okręg wyborczy 17 (Westfalia Północna)
- Franz Schenk Freiherr von Stauffenberg (1878–1950), okręg wyborczy 31 (Wirtembergia), ausgeschieden 7
- Emil von Stauß (1877–1942), okręg wyborczy 35 (Meklemburgia), 11.
- Hartmut Stegemann (* 1908), okręg wyborczy 5 (Frankfurt nad Odrą)
- Vinzenz Stehle, okręg wyborczy 31 (Wirtembergia)
- Ernst Stein, okręg wyborczy 18 (Westfalia Południowa)
- Walter Steinecke, okręg wyborczy 17 (Westfalia Północna)
- Helmut Stellrecht (1898–1987),okręg wyborczy 4 (Poczdam)
- Franz Stiebitz (* 1900), Kraj Sudetów,
- Werner Stiehr, okręg wyborczy 13 (Schleswig-Holstein)
- Willi Stöhr (Frankfurt), (* 1903), okręg wyborczy 19 (Hesja-Nassau)
- Franz Stöhr (Schneidemühl) (1879–1938), okręg wyborczy 11 (Merseburg),
- Fritz Stollberg, okręg wyborczy 29 (Lipsk)
- Fritz Stolz (* 1889), Prusy Wschodnie,
- Heinrich Strang (Sachsen) (* 1896), okręg wyborczy 30 (Chemnitz-Zwickau),
- Karl Straßmayr, Austria
- Alfred Straßweg, okręg wyborczy 22 (Düsseldorf Ost)
- Christian Straubinger, Austria
- Julius Streicher (1885–1946), okręg wyborczy 26 (Frankonia)
- Carl Strobel (* 1895), okręg wyborczy 30 (Chemnitz-Zwickau),
- Hans Strube (1910–1945), okręg wyborczy 18 (Westfalia Południowa),
- Wilhelm Struve, okręg wyborczy 13 (Schleswig-Holstein)
- Werner Studentkowski (1905–1951), okręg wyborczy 29 (Lipsk)
- Emil Stürtz (1892–1945), okręg wyborczy 5 (Frankfurt nad Odrą)
- dr Richard Suchenwirth (1896–1965), Austria,
- Helmut Sündermann (1911–1972), okręg wyborczy 25 (Dolna Bawaria),
- Erich Sundermann, okręg wyborczy 31 (Wirtembergia)
- Heinrich von Sybel, okręg wyborczy 13 (Schleswig-Holstein)

### T
- dr Heinrich Teipel (1885–1945), okręg wyborczy 18 (Westfalia Południowa),
- Otto Telschow (1876–1945), okręg wyborczy 15 (Hanower Wschodni)
- Josef Terboven (1898–1945), okręg wyborczy 23 (Düsseldorf West)
- Georg Tesche, okręg wyborczy 11 (Merseburg)
- Franz Theissenberger, Austria
- Kurt Thiele (Brema), okręg wyborczy 14 (Weser-Ems)
- Wilhelm Thiele (Hesja) (1897–1989), okręg wyborczy 19 (Hesja-Nassau)
- Fritz Thyssen (1873–1951), okręg wyborczy 22 (Düsseldorf Ost),
- Fritz Tiebel, okręg wyborczy 11 (Merseburg)
- Fritz Tittmann (1898–1945), okręg wyborczy 4 (Poczdam),
- Georg Traeg, okręg wyborczy 24 (Górna Bawaria–Szwabia)
- Rudolf Trautmann (1908–1944), okręg wyborczy 10 (Magdeburg),
- Friedrich Triebel, okręg wyborczy 12 (Turyngia)
- Wilhelm Trippler (1897–1964), okręg wyborczy 10 (Magdeburg)
- Oskar Trübenbach (* 1900), okręg wyborczy 12 (Turyngia)
- Hans von Tschammer und Osten (1887–1943), okręg wyborczy 10 (Magdeburg),
- Richard Türk (1903–1984), okręg wyborczy 7 (Wrocław)

### U
- Alwin Uber, okręg wyborczy 8 (Legnica)
- Friedrich Uebelhoer, okręg wyborczy 11 (Merseburg)
- Ludwig Uhl (* 1902), Austria,
- Ulrich Uhle (1897–1945), Kraj Warty,
- dr Sigfried Uiberreither (* 1908), Austria
- Adalbert Ullmer, okręg wyborczy 32 (Badenia)
- Curt von Ulrich (1876–1946), okręg wyborczy 10 (Magdeburg)
- Hans Ummen, okręg wyborczy 17 (Westfalia Północna)
- Heinrich Unger (Essen) (1868–1939), okręg wyborczy 23 (Düsseldorf West),
- Walter Unger (Schwerin), okręg wyborczy 35 (Meklemburgia)
- Paul Unterstab (1895–1944), okręg wyborczy 28 (Drezno-Budziszyn),
- Gotthard Urban (1905–1941), okręg wyborczy 22 (Düsseldorf Ost),
- Albert Urmes (* 1910), okręg wyborczy 21 (Koblencja-Trewir),
- Felix Urstöger (1910–1941), Austria,
- dr Georg Usadel (1900–1941), okręg wyborczy 1 (Prusy Wschodnie),
- Georg Utz (1901–1939), okręg wyborczy 31 (Wirtembergia),

### V
- Heinrich Vetter (Hagen), okręg wyborczy 18 (Westfalia Południowa)
- Karl Vetter (Wanfried), okręg wyborczy 19 (Hesja-Nassau)
- Fritz Vielstich, okręg wyborczy 19 (Hesja-Nassau)
- dr Karl Viererbl (1903–1945), Kraj Sudetów,
- dr Albert Vögler (1877–1945), okręg wyborczy 18 (Westfalia Południowa),
- Hans Vogel (1887–1955), okręg wyborczy 17 (Westfalia Północna)
- Werner Vogelsang (1895–1945), okręg wyborczy 29 (Lipsk)
- Anton Vogt, okręg wyborczy 31 (Wirtembergia)
- Paul Vollrath (1899–1965), okręg wyborczy 12 (Turyngia),
- Konrad Volm (1897–1958), okręg wyborczy 20 (Kolonia-Akwizgran),
- Carl Voß, okręg wyborczy 14 (Weser-Ems)

### W

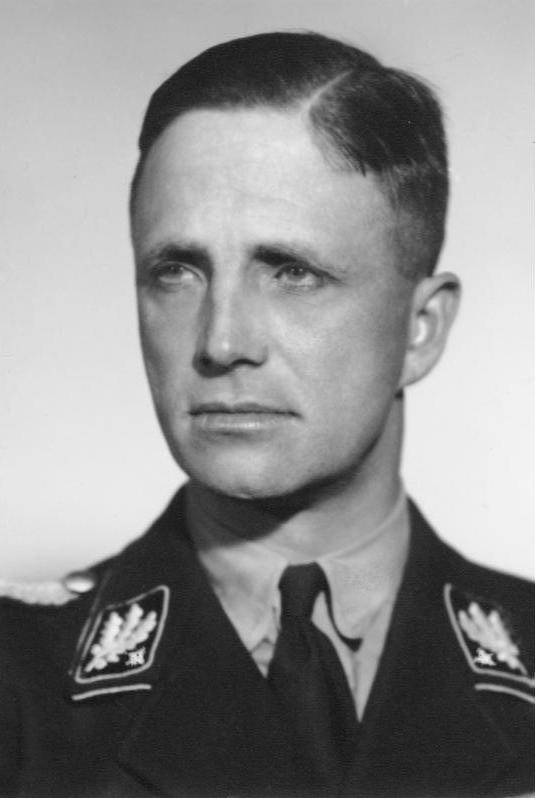
Josias zu Waldeck und Pyrmont

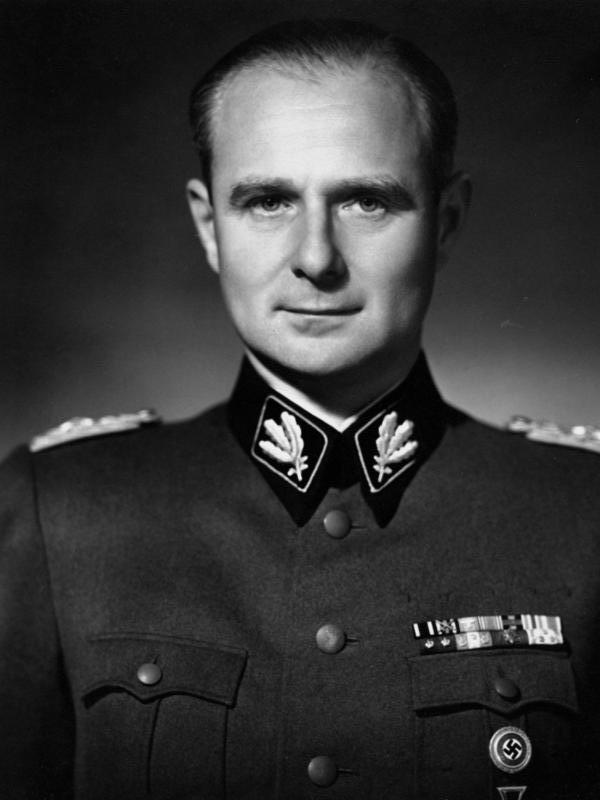
Karl Wolff

- Otto Wacker (1899–1940), okręg wyborczy 32 (Badenia),
- Werner Wächter, okręg wyborczy 3 (Berlin Wschodni)
- Fritz Wächtler (1891–1945), okręg wyborczy 25 (Dolna Bawaria),
- Richard Wagenbauer (1896–1942), okręg wyborczy 26 (Frankonia),
- Georg Wagener (Hannover), okręg wyborczy 16 (Südhannover–Brunszwik (Land))
- Robert Wagner (Baden) (1895–1946), okręg wyborczy 32 (Badenia)
- Adolf Wagner (Bawaria) (1890–1944), okręg wyborczy 24 (Górna Bawaria–Szwabia),
- Josef Wagner (Bochum) (1899–1945), okręg wyborczy 18 (Westfalia Południowa)
- Richard Wagner (Darmstadt), okręg wyborczy 33 (Hesja)
- dr Gerhard Wagner (Monachium) (1888–1939), okręg wyborczy 3 (Berlin Wschodni),
- Karl Wahl (1892–1981), okręg wyborczy 24 (Górna Bawaria–Szwabia)
- Josias Erbprinz zu Waldeck und Pyrmont (1896–1967), okręg wyborczy 23 (Düsseldorf West)
- Heinrich Walkenhorst (1906–1972),
- Hellmut Walter (Drezno), okręg wyborczy 28 (Drezno-Budziszyn)
- Karl Walter (Düsseldorf), okręg wyborczy 22 (Düsseldorf Ost)
- Georg von Walthausen (1895–1978), okręg wyborczy 1 (Prusy Wschodnie),
- Alexander Freiherr von Wangenheim, okręg wyborczy 2 (Berlin Zachodni)
- Christian Weber (Monachium) (1883–1945), okręg wyborczy 28 (Drezno-Budziszyn)
- Julius Weber (Neunkirchen) (1904–1942), okręg wyborczy 27 (Rheinpfalz–Saarland),
- Adolf Wedderwille, okręg wyborczy 17 (Westfalia Północna)
- Kurt Wege, okręg wyborczy 3 (Berlin Wschodni)
- Paul Wegener, okręg wyborczy 4 (Poczdam)
- Fritz Wehmeier (1897–1945), okręg wyborczy 14 (Weser-Ems),
- Nikolaus Wehner (1901–1942), okręg wyborczy 1 (Prusy Wschodnie),
- Hans Weinreich (1896–1963), okręg wyborczy 11 (Merseburg),
- Karl Weinrich (1887–1973), okręg wyborczy 19 (Hesja-Nassau)
- Martin Weis (Großenhain) (* 1907), okręg wyborczy 30 (Chemnitz-Zwickau)
- Kurt Weisflog (1906–1942), okręg wyborczy 30 (Chemnitz-Zwickau),
- Rudolf Weiß (Berlin), okręg wyborczy 6 (Pomorze)
- Wilhelm Weiß (Monachium) (1892–1950), okręg wyborczy 2 (Berlin Zachodni)
- Fritz Weitzel (1904–1940), okręg wyborczy 22 (Düsseldorf Ost),
- Wilhelm Welter (1898–1966), okręg wyborczy 27 (Rheinpfalz–Saarland)
- Martin Wendt, okręg wyborczy 4 (Poczdam)
- Rudolf Wenzel (Reichenberg) (* 1904), Kraj Sudetów,
- Karl Wenzl (Monachium) (1903–1942), okręg wyborczy 24 (Górna Bawaria–Szwabia),
- Eugen Werkowitsch, Austria
- Wilhelm Werner, okręg wyborczy 9 (Opole)
- Hans Westen (Czeskie Budziejowice) (1891–1947),
- Ernst Wettengel (* 1903), okręg wyborczy 28 (Drezno-Budziszyn)
- Wilhelm Wettschureck (* 1898), okręg wyborczy 24 (Górna Bawaria–Szwabia),
- Otto Wetzel (1905–1982), okręg wyborczy 32 (Badenia)
- Curt Wiebel (* 1895), okręg wyborczy 15 (Hanower Wschodni)
- Fritz Wiedemann (1891–1970), okręg wyborczy 3 (Berlin Wschodni)
- Heinrich Wiese, okręg wyborczy 13 (Schleswig-Holstein)
- Rudolf Wiesner (1890–1973), Śląsk,
- Wilhelm Wigand, okręg wyborczy 5 (Frankfurt nad Odrą)
- Alfred Wilke (* 1902), okręg wyborczy 35 (Meklemburgia),
- Otto Wilkens (* 1907), okręg wyborczy 16 (Südhannover–Brunszwik (Land)),
- Werner Willikens (1893–1961), okręg wyborczy 16 (Südhannover–Brunszwik (Land))
- Toni Winkelnkemper, okręg wyborczy 20 (Kolonia-Akwizgran)
- Ludwig Winter, okręg wyborczy 16 (Südhannover–Brunszwik (Land))
- Anton Wintersteiger, Austria
- Paul Wipper, okręg wyborczy 21 (Koblencja-Trewir)
- Max Wockatz, okręg wyborczy 8 (Legnica)
- Heinz Wohlleben, okręg wyborczy 4 (Poczdam)
- Karl Wolff (Hesja) (1900–1984), okręg wyborczy 33 (Hesja)
- Ludwig Wolff (Litzmannstadt) (1908–1988), Kraj Warty,
- Hans Wolkersdörfer, okręg wyborczy 11 (Merseburg)
- Karl Wollenberg, okręg wyborczy 3 (Berlin Wschodni)
- Georg Wollner (1903–1948), Kraj Sudetów,
- Franz Hermann Woweries (1908–1948), okręg wyborczy 19 (Hesja-Nassau)
- Udo von Woyrsch (1895–1983), okręg wyborczy 7 (Wrocław)
- Martin Wülfing, okręg wyborczy 3 (Berlin Wschodni)
- Joachim Wünning (1898–1944), okręg wyborczy 11 (Merseburg),
- Philipp Wurzbacher (1898–1984), okręg wyborczy 26 (Frankonia)
- Lucian Wysocki (1899–1964), okręg wyborczy 23 (Düsseldorf West)

### Z
- Lorenz Zahneisen, okręg wyborczy 26 (Frankonia)
- Hermann Zapf, okręg wyborczy 15 (Hanower Wschodni)
- Karl Zech (1892–1944), okręg wyborczy 23 (Düsseldorf West),
- Carl Zenner (1899–1969), okręg wyborczy 21 (Koblencja-Trewir)
- Willy Ziegler (1899–1942), okręg wyborczy 32 (Badenia),
- Hans Zimmermann (1906–1984), okręg wyborczy 26 (Frankonia),
- dr Otto Zimmermann (1897–1973), okręg wyborczy 29 (Lipsk),
- Oskar Zschake-Papsdorf, okręg wyborczy 29 (Lipsk)